# العلاقات بين ألمانيا والاتحاد السوفيتي قبل عام 1941
 تعود العلاقات الألمانية - السوفيتية إلى ما بعد الحرب العالمية الأولى. أنهت معاهدة بريست ليتوفسك الأعمال القتالية بين روسيا وألمانيا؛ تم توقيعها في 3 مارس 1918. بعد ذلك ببضعة أشهر، قُتل السفير الألماني في موسكو، فيلهلم فون ميرباخ، بالرصاص على يد الثوريين الاشتراكيين اليساريين الروس في محاولة للتحريض على حرب جديدة بين روسيا وألمانيا. تم ترحيل السفارة السوفيتية بأكملها بقيادة أدولف جوف من ألمانيا في 6 نوفمبر 1918، لدعمهم النشط للثورة الألمانية. كما دعم كارل راديك بشكل غير قانوني الأنشطة التخريبية الشيوعية في جمهورية فايمار في عام 1919.
منذ البداية، سعت كلتا الدولتين للإطاحة بالنظام الذي تم إنشاؤه بواسطة المنتصرين في الحرب العالمية الأولى. كانت ألمانيا، التي عانت من دفع تعويضات مرهقة وذلت في معاهدة فرساي كدولة مهزومة في حالة من الاضطراب. جعل هذا والحرب الأهلية الروسية كلاً من ألمانيا والسوفيات منبوذين على المستوى الدولي، وكان التقارب الناجم عن ذلك خلال فترة ما بين الحربين العالميتين تقاربًا طبيعيًا. في الوقت نفسه، تم تشكيل العلاقة بينهما من خلال عدم الثقة ومخاوف الحكومات المعنية من خروج شريكها من العزلة الدبلوماسية والتحول نحو الجمهورية الفرنسية الثالثة (التي كان يُعتقد في ذلك الوقت أنها تمتلك أكبر قوة عسكرية في أوروبا) والجمهورية البولندية الثانية، حليفتها.
تضاءلت العلاقات الاقتصادية بين البلدين في عام 1933، عندما وصل أدولف هتلر إلى السلطة وأنشأ ألمانيا النازية. ومع ذلك، فقد بدأت العلاقات في نهاية ثلاثينيات القرن العشرين، وبلغت ذروتها باتفاق مولوتوف-ريبنتروب لعام 1939 والعديد من الاتفاقيات التجارية.
بعض الأسئلة المتعلقة بأصول الحرب العالمية الثانية هي أكثر إثارة للجدل وتحميل جوانب عقائديًة من قضية سياسات الاتحاد السوفيتي في عهد جوزيف ستالين تجاه ألمانيا النازية بين الاستيلاء النازي على السلطة والغزو الألماني للاتحاد السوفيتي في 22 يونيو 1941. توجد مجموعة متنوعة من الأطروحات المتنافسة والمتناقضة، بما في ذلك: أن القيادة السوفيتية سعت بنشاط إلى حرب أخرى كبيرة في أوروبا لزيادة إضعاف الدول الرأسمالية؛  أتبع الاتحاد السوفيتي سياسة دفاعية بحتة؛  أو أن اتحاد الجمهوريات الاشتراكية السوفياتية حاول تجنب التورط في حرب، سواء لأن القادة السوفييت لم يشعروا بأن لديهم القدرات العسكرية للقيام بعمليات إستراتيجية في ذلك الوقت،  وتجنب، في إعادة صياغة كلمات ستالين على المؤتمر الثامن عشر للحزب في 10 مارس 1939، «سحب كستناء الأمم الأخرى (المملكة المتحدة وفرنسا) من النار.» 

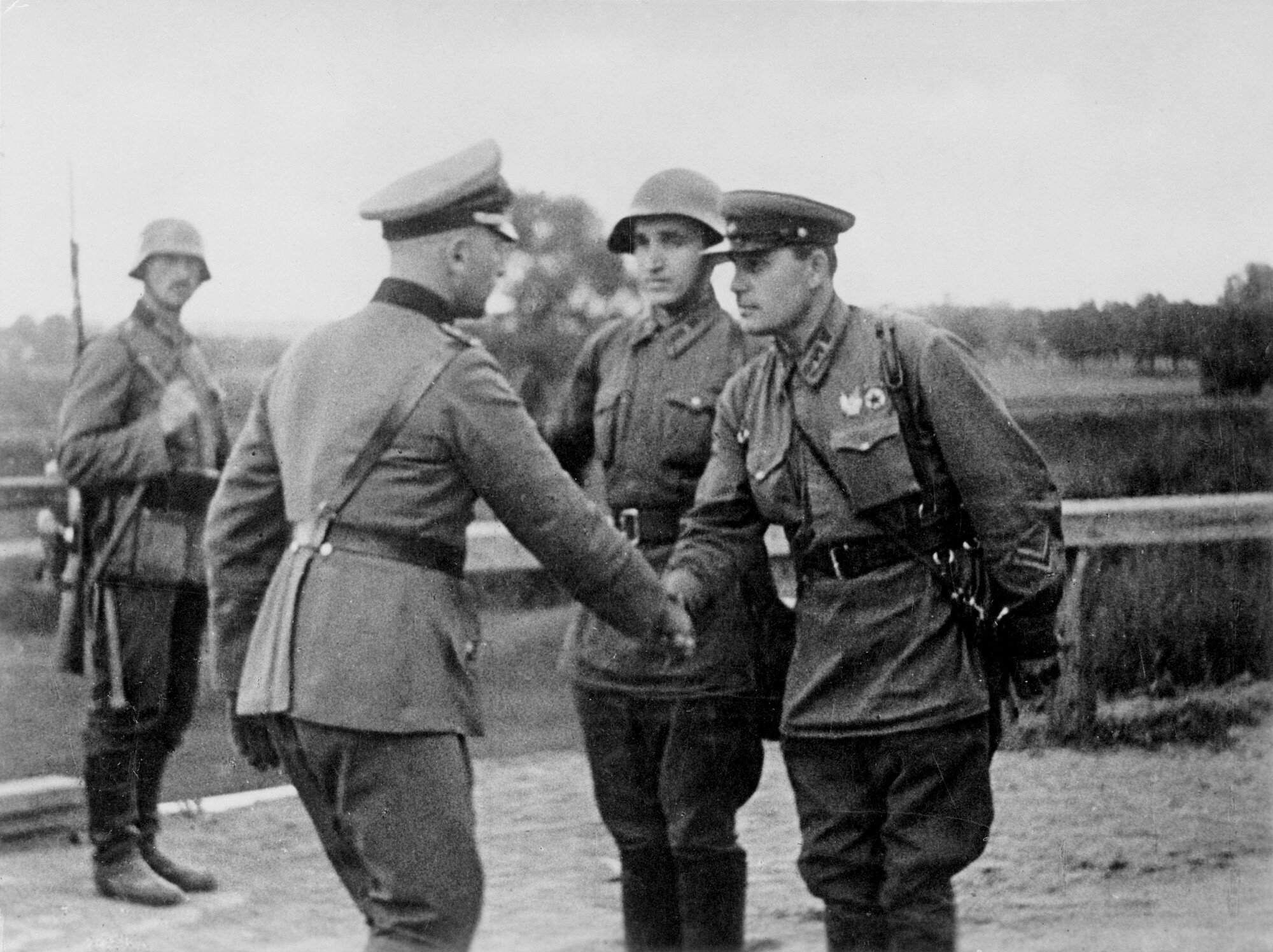
القوات الألمانية والسوفيتية تتصافح بعد غزو بولندا في سبتمبر 1939.

## روسيا السوفيتية وفايمار الألمانية

### الثورة، نهاية الحرب العالمية الأولى

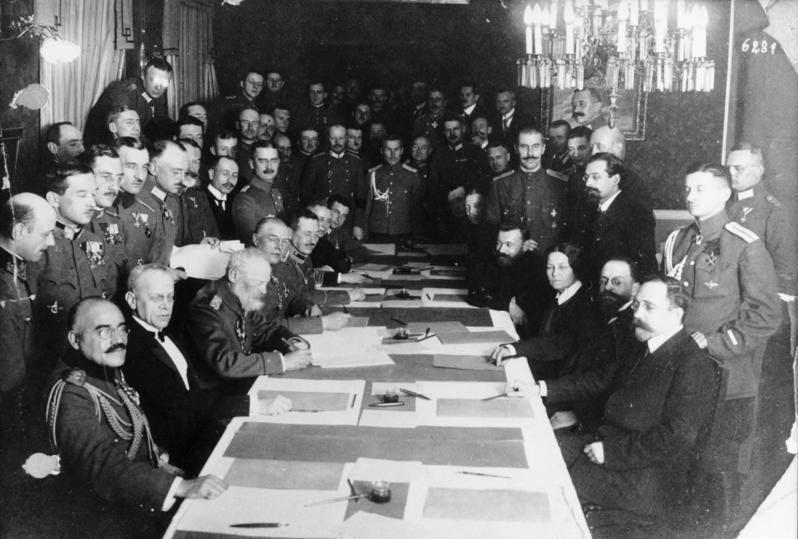
توقيع معاهدة بريست ليتوفسك

كانت نتيجة الحرب العالمية الأولى كارثية لكل من الرايخ الألماني وجمهورية روسيا الاتحادية الاشتراكية السوفيتية. خلال الحرب، ناضل البلاشفة من أجل البقاء، ولم يكن لدى فلاديمير لينين خيار سوى الاعتراف باستقلال فنلندا وإستونيا ولاتفيا وليتوانيا وبولندا وأوكرانيا. [بحاجة لمصدر] علاوة على ذلك، وفي مواجهة التقدم العسكري الألماني، اضطر لينين وليون تروتسكي للدخول في معاهدة بريست ليتوفسك،  التي تنازلت عن مساحات شاسعة من الأراضي الروسية الغربية إلى الإمبراطورية الألمانية. في 11 نوفمبر 1918، وقع الألمان الهدنة مع الحلفاء، منهيين الحرب العالمية الأولى على الجبهة الغربية. بعد انهيار ألمانيا، تدخلت القوات البريطانية والفرنسية واليابانية في الحرب الأهلية الروسية.
في البداية، أملت القيادة السوفيتية في قيام ثورة اشتراكية ناجحة في ألمانيا كجزء من «الثورة العالمية». ومع ذلك، تم إخماد الثورة من قبل فرايكوربس اليميني. في وقت لاحق، تورط البلاشفة في الحرب السوفيتية مع بولندا في 1919-1920. لأن بولندا كانت عدوًا تقليديًا لألمانيا، ولأن الدولة السوفيتية كانت معزولة دوليا، بدأت الحكومة السوفيتية في السعي إلى علاقة أوثق مع ألمانيا، وبالتالي تبنت موقفا أقل عدائية تجاه ألمانيا. وبقيت في هذا الخط باستمرار تحت مفوض الشعب للشؤون الخارجية جيورغي تشيشيرين والسفير السوفيتي نيكولاي كريستينسكي. كان الممثلون السوفيات الآخرون في المفاوضات هم كارل راديك وليونيد كراسين وكريستيان راكوفسكي وفيكتور كوب وأدولف جوفي.
في العشرينات، شعر الكثير من قادة جمهورية فايمار بألمانيا بالمهانة بسبب الظروف أن معاهدة فرساي فرضت بعد هزيمتهم في الحرب العالمية الأولى، بالتعاون مع الاتحاد السوفيتي، وذلك لتجنب أي تهديد من الجمهورية البولندية الثانية، بدعم من الجمهورية الفرنسية الثالثة ومنع أي تحالف سوفيتي بريطاني محتمل. كانت الأهداف الألمانية المحددة هي إعادة تسليح الجيش بالكامل، والتي كانت محظورة صراحة بموجب معاهدة فرساي، والتحالف ضد بولندا. ليس معروفًا تمامًا متى حدثت الاتصالات الأولى بين von Seeckt والسوفييت، ولكن كان من الممكن أن تكون في وقت مبكر من 1919-1921، أو ربما حتى قبل توقيع معاهدة فرساي.
بحلول أوائل عام 1921، تم إنشاء مجموعة خاصة في وزارة الرايخسف المكرسة للشؤون السوفيتية، Sondergruppe R. 
أنحصر عدد أفراد جيش فايمار الألماني على 100,000 رجل بموجب معاهدة فرساي، التي حظرت على الألمان امتلاك طائرات أو دبابات أو غواصات أو مدفعية ثقيلة أو غاز سام أو أسلحة مضادة للدبابات أو العديد من الأسلحة المضادة للطائرات. قام فريق من المفتشين من عصبة الأمم بدوريات في العديد من المصانع وورش العمل الألمانية لضمان عدم تصنيع هذه الأسلحة.

### معاهدة رابالو 1922 والتعاون العسكري السري
قام وزير الخارجية الألماني فالتر راتيناو وزميله السوفييتي جورجي شيخرين بتوقيع معاهدة رابالو بين ألمانيا فايمار والاتحاد السوفيتي في 16 أبريل 1922، خلال مؤتمر جنوة الاقتصادي، وألغت جميع المطالب المتبادلة، واستعادة العلاقات الدبلوماسية الكاملة، وإنشاء بدايات العلاقات التجارية الوثيقة، مما جعل فايمار ألمانيا الشريك التجاري والدبلوماسي الرئيسي للاتحاد السوفيتي.
ذهب الضباط الألمان الأوائل إلى الدولة السوفيتية لهذه الأغراض في مارس 1922. بعد شهر واحد، بدأ يونكرز في بناء الطائرات في فيلي، خارج موسكو، في انتهاك لفرساي. سرعان ما نشطت شركة كروب في جنوب الاتحاد السوفيتي، بالقرب من روستوف أون دون. في عام 1925، تم إنشاء مدرسة طيران بالقرب من ليبيتسك (مدرسة مقاتلة ليبيتسك التجريبية) لتدريب أول الطيارين في المستقبل لسلاح الجو النازي. منذ عام 1926، كان Reichswehr قادراً على استخدام مدرسة دبابات في كازان (مدرسة دبابات كاما) ومنشأة أسلحة كيميائية في ساراتوف أوبلاست. بدوره، تمكن الجيش الأحمر من الوصول إلى مرافق التدريب هذه، وكذلك التكنولوجيا العسكرية لجمهورية فايمار.
عرض السوفييت مرافق لبناء الغواصات في ميناء على البحر الأسود، لكن هذا لم يحدث. قبلت كريغسمارينه عرضًا لاحقًا لقاعدة بالقرب من مورمانسك، حيث يمكن للسفن الألمانية أن تختبئ من البريطانيين. خلال الحرب الباردة، أصبحت هذه القاعدة في بوليارني (التي بنيت خصيصا للألمان) أكبر متجر للأسلحة في العالم.

#### وثائق
تم إتلاف معظم الوثائق المتعلقة بالتعاون العسكري الألماني السوفيتي السري بشكل منهجي في ألمانيا. كانت أوساط المخابرات البولندية والفرنسية في العشرينيات من القرن الماضي على دراية تامة بالتعاون. لكن هذا لم يكن له أي تأثير فوري على العلاقات الألمانية مع القوى الأوروبية الأخرى. بعد الحرب العالمية الثانية، أصبحت مذكرات الجنرال هانز فون سيكت ومذكرات الضباط الألمان الآخرين متاحة،  وبعد تفكك الاتحاد السوفيتي، تم نشر عدد قليل من الوثائق السوفيتية المتعلقة بهذا.

### العلاقات في العشرينات

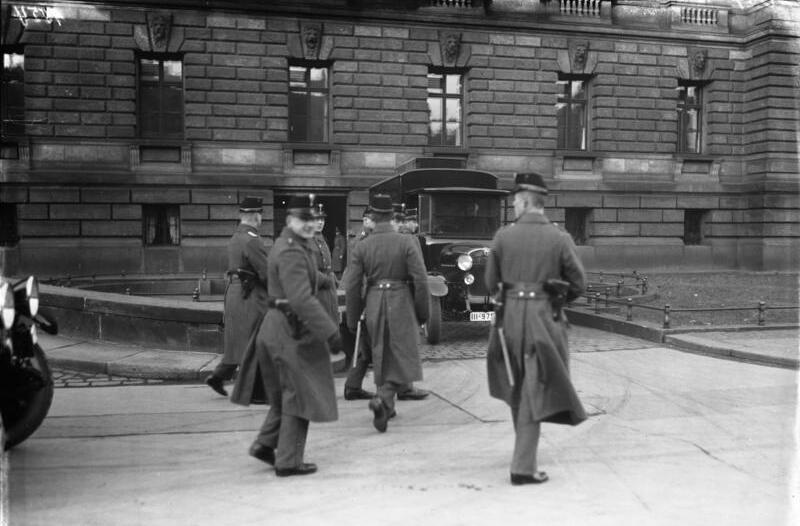
تشيكا الابتدائية في لايبزيغ، 1925

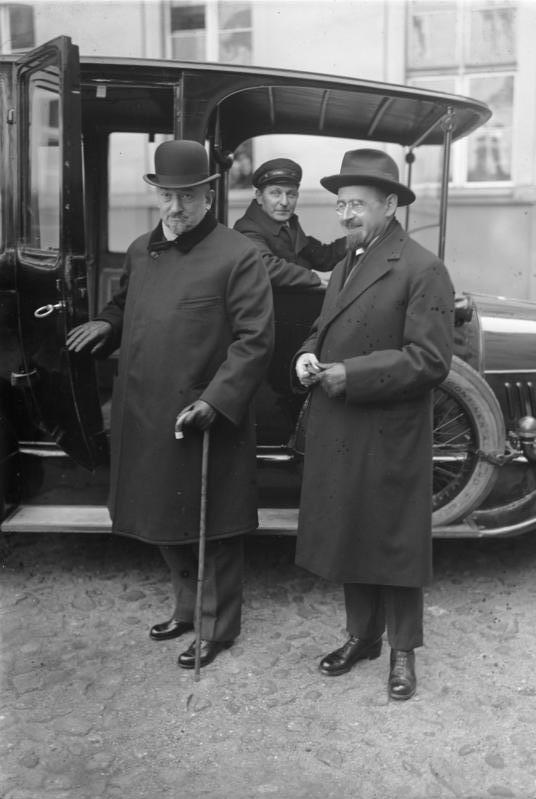
جورجي شيرين ونيكولاي كريستينسكي في برلين ، 1925

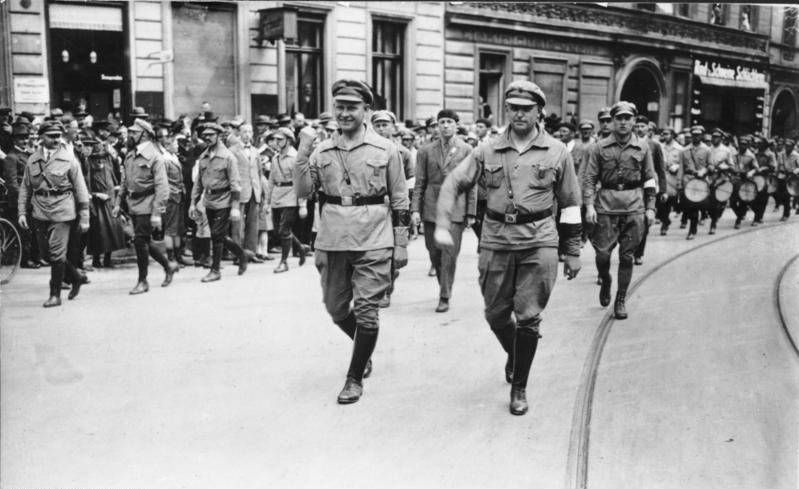
إرنست ثالمان وويلي ليو يقودان عرضًا لتحالف مقاتلي الجبهة الحمراء في برلين، 1927

### تجارة
منذ أواخر القرن التاسع عشر، اعتمدت ألمانيا، التي لديها موارد طبيعية قليلة،  اعتمادًا كبيرًا على الواردات الروسية من المواد الخام. قبل الحرب العالمية الأولى، استوردت ألمانيا 1.5 مليار مارك ألماني من المواد الخام والسلع الأخرى سنويًا من روسيا. انخفض هذا بعد الحرب العالمية الأولى، ولكن بعد الاتفاقيات التجارية الموقعة بين البلدين في منتصف العشرينات، زادت التجارة إلى 433 مليون رايخ مارك سنويا بحلول عام 1927. في أواخر العشرينات من القرن العشرين، ساعدت ألمانيا الصناعة السوفيتية على البدء في التحديث، والمساعدة في إنشاء منشآت لإنتاج الدبابات ت في مصنع لينينغراد البلشفية ومصنع خاركوف للقاطرات.
كان خوف ألمانيا من العزلة الدولية بسبب التقارب السوفيتي المحتمل مع فرنسا، الخصم الألماني الرئيسي، عاملاً رئيسياً في تسريع المفاوضات الاقتصادية. في 12 أكتوبر 1925، تم إبرام اتفاقية تجارية بين البلدين.

### خطط لبولندا
إلى جانب المساعدات العسكرية والاقتصادية للاتحاد السوفيتي، كان هناك أيضًا دعم سياسي لتطلعات ألمانيا. في 19 يوليو 1920، أخبر فيكتور كوب وزارة الخارجية الألمانية أن روسيا السوفيتية تريد «حدودًا مشتركة مع ألمانيا، جنوب ليتوانيا، تقريبًا على خط مع بياليستوك». وبعبارة أخرى، كان من المقرر تقسيم بولندا مرة أخرى. تكررت هذه المطالب على مر السنين، حيث كان السوفييت حريصين دائمًا على التأكيد على أن الاختلافات الأيديولوجية بين الحكومتين لم تكن مهمة. كل ما يهم هو أن البلدين كانا يسعيان لتحقيق نفس أهداف السياسة الخارجية.
في الرابع من ديسمبر عام 1924، أعرب فيكتور كوب عن قلقه من أن الانضمام المتوقع لألمانيا في عصبة الأمم (تم قبول ألمانيا أخيرًا في العصبة عام 1926) كان بمثابة خطوة معادية للسوفيات، وعرض على السفير الألماني أولريش جراف فون بروكدورف-رانتزاو التعاون ضد الجمهورية البولندية الثانية، وتمت الموافقة على المفاوضات السرية. ومع ذلك، رفضت جمهورية فايمار أي مغامرة في الحرب.

### علاقات دبلوماسية
بحلول عام 1919، كانت كل من ألمانيا والاتحاد السوفيتي دولتين منبوذتين في نظر الزعماء الغربيين. تم استبعاد كلاهما من المؤتمرات الكبرى وكانوا غير راضين بشدة. كان التأثير هو التقارب بين موسكو وبرلين، وعلى الأخص في رابالو. يشعر الدبلوماسيون الألمان بالقلق من الطبيعة الثورية للاتحاد السوفياتي، لكنهم طمأنوا بسبب سياسة لينين الاقتصادية الجديدة التي يبدو أنها تعيد إلى حد ما شكل الرأسمالية. خلص مسؤولو برلين إلى أن سياسة الاشتباك الخاصة بهم كانت ناجحة. ومع ذلك، أدركت برلين عام 1927 أن الكومنترن، وستالين، لا يعكسان التراجع عن الماركسية اللينينية الثورية.
في عام 1925، كسرت ألمانيا عزلتها الدبلوماسية وشاركت في معاهدات لوكارنو مع فرنسا وبلجيكا، وتعهدت بعدم مهاجمتها. رأى الاتحاد السوفيتي أن الانفراج الغربي يحتمل أن يعمق من عزلته السياسية في أوروبا، خاصة من خلال تقليص العلاقات السوفيتية الألمانية. نظرًا لأن ألمانيا أصبحت أقل اعتمادًا على الاتحاد السوفيتي، فقد أصبحت غير راغبة في تحمل تدخل الكومنترن المخرب: في عام 1925، حوكم العديد من أعضاء Rote Hilfe، وهي منظمة للحزب الشيوعي، بتهمة الخيانة في لايبزيغ في ما كان يعرف باسم محاكمة شيكا.
في 24 أبريل 1926، أبرمت فايمار الألمانية والاتحاد السوفيتي معاهدة أخرى (معاهدة برلين (1926))، أعلنت التزام الأطراف بمعاهدة رابالو والحياد لمدة خمس سنوات. وقع المعاهدة وزير الخارجية الألماني غوستاف ستريسمان والسفير السوفيتي نيكولاي كريستينسكي. كان ينظر إلى المعاهدة على أنها تهديد وشيك من جانب بولندا (التي ساهمت في نجاح انقلاب مايو في وارسو)، وحذر من قبل الدول الأوروبية الأخرى بشأن تأثيرها المحتمل على التزامات ألمانيا كطرف في اتفاقيات لوكارنو. كما أعربت فرنسا عن قلقها في هذا الصدد في سياق عضوية ألمانيا المتوقعة في عصبة الأمم.

### «الفترة الثالثة»
في عام 1928، فضلت الجلسة العامة التاسعة للجنة التنفيذية للشيوعية الدولية ومؤتمرها السادس في موسكو برنامج ستالين على الخط الذي اتبعه أمين عام الكومنترن نيكولاي بوخارين. على عكس بوخارين، اعتقد ستالين أن الأزمة العميقة في الرأسمالية الغربية باتت وشيكة، وندد بتعاون الأحزاب الشيوعية الدولية مع الحركات الديمقراطية الاجتماعية، ووصفها بأنها فاشية اجتماعية، وأصر على تبعية أكثر صرامة للأحزاب الشيوعية الدولية للكومنترن، وهذا هو، للقيادة السوفيتية. كان هذا يعرف باسم الفترة الثالثة. تم تغيير سياسة الحزب الشيوعي الألماني (KPD) في عهد إرنست تالمان وفقًا لذلك. كانت KPD المستقلة نسبيًا في أوائل العشرينات من القرن الماضي تابعة بالكامل للاتحاد السوفيتي.
تزامن أمر ستالين بأن لا يصوت الحزب الشيوعي الألماني مرة أخرى مع الاشتراكيين الديمقراطيين مع اتفاقه، في ديسمبر 1928، مع ما أطلق عليه «اتحاد الصناعيين». بموجب هذا الاتفاق، وافق اتحاد الصناعيين على تزويد الاتحاد السوفياتي بصناعة أسلحة حديثة وقاعدة صناعية لدعمها، بشرطين:
أولاً، طلبوا الدفع بالعملة الصعبة، وليس بالروبل السوفياتي الذي لا قيمة له. أراد ستالين بشدة الحصول على أسلحتهم، بما في ذلك المدافع المضادة للطائرات ومدافع الهاوتزر والمدافع المضادة للدبابات والمدافع الرشاشة وغيرها، لكنه كان يفتقر إلى المال. نظرًا لأن روسيا كانت مصدرًا رئيسيًا للقمح قبل الحرب العالمية الأولى، فقد قرر طرد مزارعي كولاك المتمردين إلى سيبيريا وإنشاء مزارع جماعية ضخمة على أراضيهم مثل مزرعة مساحتها 50000 هكتار أنشأها كروب في شمال القوقاز. وهكذا، في عامي 1930 و1931، عزا طوفان ضخم من القمح السوفياتي بأسعار رخيصة الأسواق العالمية، حيث كان هناك فوائض كبيرة أقلقت وتسببت في الفقر للمزارعين في أمريكا الشمالية. ومع ذلك، أمّن ستالين العملة الأجنبية الثمينة لدفع ثمن الأسلحة الألمانية.
ومع ذلك، لم يكن اتحاد الصناعيين مهتمين فقط بالنقد مقابل أسلحتهم، بل كانوا يريدون تنازلاً سياسياً. خافوا من وصول الاشتراكيين للحكم في ألمانيا وكانوا غاضبين من الحزب الديمقراطي الاشتراكي والديمقراطيين الاجتماعيين الذين اعترضوا على توفير الأموال لتطوير طرادات مدرعة جديدة. لم يكن لدى ستالين أي التزام بشأن أمر الشيوعيين الألمان بتغيير مواقفهم إذا كان يناسب هدفه. كان قد تفاوض مع صانعي الأسلحة الألمان طوال صيف عام 1928 وكان مصممًا على تحديث قواته المسلحة. من عام 1929 فصاعدًا، صوت الشيوعيون بأمانة مع حزب DNVP اليميني المتطرف و NSDAP لهتلر في الرايخستاغ على الرغم من قتالهم في الشوارع. [بحاجة لمصدر]
بالاعتماد على عقيدة الشؤون الخارجية التي اتبعتها القيادة السوفيتية في عشرينيات القرن الماضي، في تقريره المقدم من اللجنة المركزية إلى مؤتمر الحزب الشيوعي لعموم الاتحاد (ب) في 27 يونيو 1930، رحب جوزيف ستالين بزعزعة الاستقرار الدولي وصعود التطرف السياسي بين القوى الرأسمالية.

### أوائل الثلاثينات
كانت الفترة الأكثر كثافة للتعاون العسكري السوفيتي مع فايمار الألمانية 1930-1932. في 24 يونيو 1931، تم توقيع تمديد معاهدة برلين لعام 1926، ولكن لم يتم التصديق عليها من قبل الرايخستاغ حتى عام 1933 بسبب الصراعات السياسية الداخلية. نشأت بعض الريبة السوفيتية خلال مؤتمر لوزان عام 1932 ، عندما تردد أن المستشارة الألمانية فرانز فون بابن قد عرضت على رئيس الوزراء الفرنسي إدوارد هيريوت تحالفًا عسكريًا. وسارع السوفييت أيضًا في تطوير علاقاتهم مع فرنسا وحليفتها الرئيسية، بولندا. توج هذا في إبرام معاهدة عدم الاعتداء السوفيتية البولندية في 25 يوليو 1932، ومعاهدة عدم الاعتداء السوفيتية الفرنسية في 29 نوفمبر 1932.
ساهم الصراع بين الحزب الشيوعي الألماني والحزب الاجتماعي الديمقراطي في ألمانيا بشكل أساسي في انهيار جمهورية فايمار. [بحاجة لمصدر] ومع ذلك، هناك خلاف حول ما إذا كانت استيلاء هتلر على السلطة بمثابة مفاجأة للاتحاد السوفيتي. يزعم بعض المؤلفين أن ستالين ساعد عن عمد في صعود هتلر من خلال توجيه سياسة الحزب الشيوعي الألماني على مسار انتحاري من أجل تعزيز حرب بين الإمبريالية،  نظرية رفضها كثيرون آخرون.
خلال هذه الفترة، تراجعت التجارة بين ألمانيا والاتحاد السوفياتي حيث أكد النظام الستاليني الأكثر عزلة سلطته وتراجعت السيطرة العسكرية بعد الحرب العالمية الأولى عن اعتماد ألمانيا على الواردات السوفيتية،  بحيث انخفضت الواردات السوفيتية إلى 223 ملايين الرايخ بحلول عام 1934.

### اضطهاد الألمان العرقيين في الاتحاد السوفيتي
كان لاتحاد الجمهوريات الاشتراكية السوفياتية عدد كبير من السكان من الألمان العرقيين، وخاصة في جمهورية فولغا الاشتراكية السوفيتية المستقلة ذات الحكم الذاتي، والذين لم يثق بهم واضطهدهم ستالين من 1928 حتي 1948. لقد كانوا متعلمين جيدًا نسبيًا، وفي البداية، لعبت العوامل الطبقية دورًا رئيسيًا، حيث تفسحت بعد عام 1933 للروابط العرقية بالنظام الألماني النازي المخيف كمعيار رئيسي. قلة قليلة من الألمان المعنيين أيدوا هتلر، لكن لا يهم. تصاعدت الضريبة بعد الغزو الألماني عام 1941. تم نفي بعض المستوطنات بشكل دائم إلى الشرق من جبال الأورال.

## الاتحاد السوفيتي وألمانيا النازية قبل الحرب العالمية الثانية
بعض الأسئلة المتعلقة بأصول الحرب العالمية الثانية مثيرة للجدل مثل قضية السياسة السوفيتية قبل الحرب تجاه ألمانيا النازية، لا سيما بسبب غياب الافتتاح الكامل لأوراق المكتب السياسي وجوزيف ستالين وفياتشيسلاف مولوتوف حول الشؤون الخارجية . تم الحصول على الوثائق الألمانية المتعلقة بعلاقاتهم من قبل الجيشين الأمريكي والبريطاني في عام 1945، ونشرتها وزارة الخارجية الأمريكية بعد ذلك بوقت قصير. في الاتحاد السوفيتي وروسيا ، بما في ذلك في الخطب الرسمية والتاريخ، يشار إلى ألمانيا النازية عمومًا باسم ألمانيا الفاشية (الروسية: фашистская Германия) من 1933 حتى اليوم.

### العلاقات الأولية بعد انتخاب هتلر

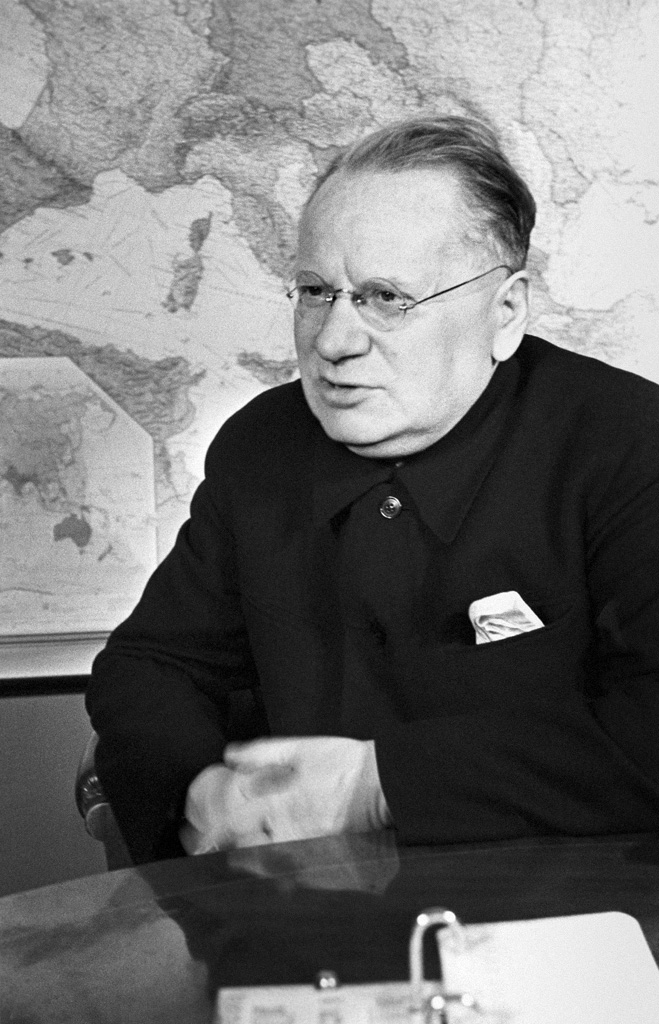
اعتبر مكسيم ليتفينوف أن ألمانيا النازية هي أكبر تهديد للاتحاد السوفيتي.

بعد وصول أدولف هتلر إلى السلطة في 30 يناير 1933، بدأ قمع الحزب الشيوعي الألماني. اتخذ النازيون إجراءات الشرطة ضد البعثات التجارية السوفيتية والشركات وممثلي الصحافة والمواطنين في ألمانيا. كما أطلقوا حملة دعائية مناهضة للسوفييت مقرونة بانعدام حسن النية في العلاقات الدبلوماسية، على الرغم من أن وزارة الخارجية الألمانية برئاسة كونستانتين فون نيورات (وزير الخارجية 1932-1938) كانت تعارض بشدة لانهيار الوشيك. المجلد الثاني من برنامج هاملر البرنامجي هاملركفاحي (الذي ظهر لأول مرة في عام 1926) دعا إلى ليبنسراوم (مساحة المعيشة للأمة الألمانية) في الشرق (ذكر روسيا على وجه التحديد)، وتمشيا مع نظرته إلى العالم، صورت الشيوعيين على أنهم يهود (انظر أيضا البلشفية اليهودية) الذين كانوا يدمرون أمة عظيمة. هذا الطموح، إذا تم تنفيذه، سيكون خطراً واضحاً على أمن الاتحاد السوفيتي.
كان رد فعل موسكو على هذه الخطوات من برلين مقيدًا في البداية، باستثناء عدة هجمات مبدئية على الحكومة الألمانية الجديدة في الصحافة السوفيتية. ومع ذلك، مع استمرار الإجراءات الصارمة المناهضة للسوفيات التي اتخذتها الحكومة الألمانية بلا هوادة، أطلق السوفييت حملتهم الدعائية ضد النازيين، ولكن بحلول مايو بدا أن احتمال نشوب الصراع قد تراجع. تم التصديق على تمديد معاهدة برلين عام 1931 في ألمانيا في 5 مايو. في أغسطس 1933، أكد مولوتوف للسفير الألماني هربرت فون ديركسن أن العلاقات السوفيتية الألمانية ستعتمد حصريًا على موقف ألمانيا تجاه الاتحاد السوفيتي. ومع ذلك، تم إنهاء وصول الجيش الألماني إلى ثلاثة مواقع للتدريب والاختبار العسكري (ليبيتسك وكاما وتومكا) بشكل مفاجئ من قبل الاتحاد السوفيتي في أغسطس - سبتمبر 1933. أخيرًا، تفككت معاهدة عدم الاعتداء الألمانية البولندية في 26 يناير 1934 بين ألمانيا النازية وجمهورية بولندا الثانية في التفاهم السياسي بين الاتحاد السوفيتي وألمانيا النازية.
مكسيم ليتفينوف، الذي كان مفوض الشعب للشؤون الخارجية (وزير خارجية الاتحاد السوفياتي) منذ عام 1930، اعتبر ألمانيا النازية أكبر تهديد للاتحاد السوفيتي. ومع ذلك، نظرًا لأن الجيش الأحمر كان غير قوي بما فيه الكفاية، وسعى الاتحاد السوفيتي إلى تجنب الانخراط في حرب أوروبية عامة، فقد بدأ في اتباع سياسة الأمن الجماعي، في محاولة لاحتواء ألمانيا النازية من خلال التعاون مع عصبة الأمم والقوى الغربية. لقد تغير الموقف السوفيتي تجاه عصبة الأمم والسلام الدولي. في 1933-1934 تم الاعتراف بالاتحاد السوفيتي دبلوماسيًا لأول مرة من قبل إسبانيا والولايات المتحدة والمجر وتشيكوسلوفاكيا ورومانيا وبلغاريا، وانضم في نهاية المطاف إلى عصبة الأمم في سبتمبر 1934. غالباً ما يقال أن التغيير في السياسة الخارجية السوفيتية حدث في الفترة ما بين 1933-1934، وكان السبب في ذلك هو تولي هتلر السلطة. ومع ذلك، فإن التحول السوفياتي نحو الجمهورية الفرنسية الثالثة في عام 1932، الذي تمت مناقشته أعلاه، كان يمكن أن يكون أيضًا جزءًا من تغيير السياسة.
هيرمان راوشينج في كتابه الصادر عام 1940 بعنوان هتلر يتحدث: سلسلة من المحادثات السياسية مع أدولف هتلر حول أهدافه الحقيقية عام 1934 يسجل أدولف هتلر باعتباره يتحدث عن معركة لا مفر منها ضد كل من السلافي والسلافية الجديدة. إن صحة الكتاب مثيرة للجدل: بعض المؤرخين، مثل وولفغانغ هينيل، يزعمون أن الكتاب ملفق، في حين أن آخرين، مثل ريتشارد شتيجمان-جال وإيان كيرشو وهاو تريفور روبير، تجنبوا استخدامه كمرجع مستحق لأصالته المشكوك فيها. يسجل Rauschning هتلر كما يقول عن السلاف:

### العلاقات في منتصف الثلاثينات
في 2 مايو 1935، وقعت فرنسا والاتحاد السوفياتي معاهدة مدتها خمس سنوات بين الاتحاد السوفيتي وفرنسا. وفر تصديق فرنسا على المعاهدة أحد الأسباب التي دفعت هتلر إلى إعادة تسليح راينلاند في 7 مارس 1936. [بحاجة لمصدر]
صادق المؤتمر العالمي السابع للكومنترن عام 1935 رسميًا على إستراتيجية الجبهة الشعبية المتمثلة في تشكيل تحالفات واسعة مع أحزاب مستعدة لمعارضة الفاشية - بدأت الأحزاب الشيوعية في اتباع هذه السياسة منذ عام 1934. وفي عام 1935 أيضًا، في مؤتمر السوفييت السابع (في دراسة متناقضة)، شدد مولوتوف على الحاجة إلى علاقات جيدة مع برلين.

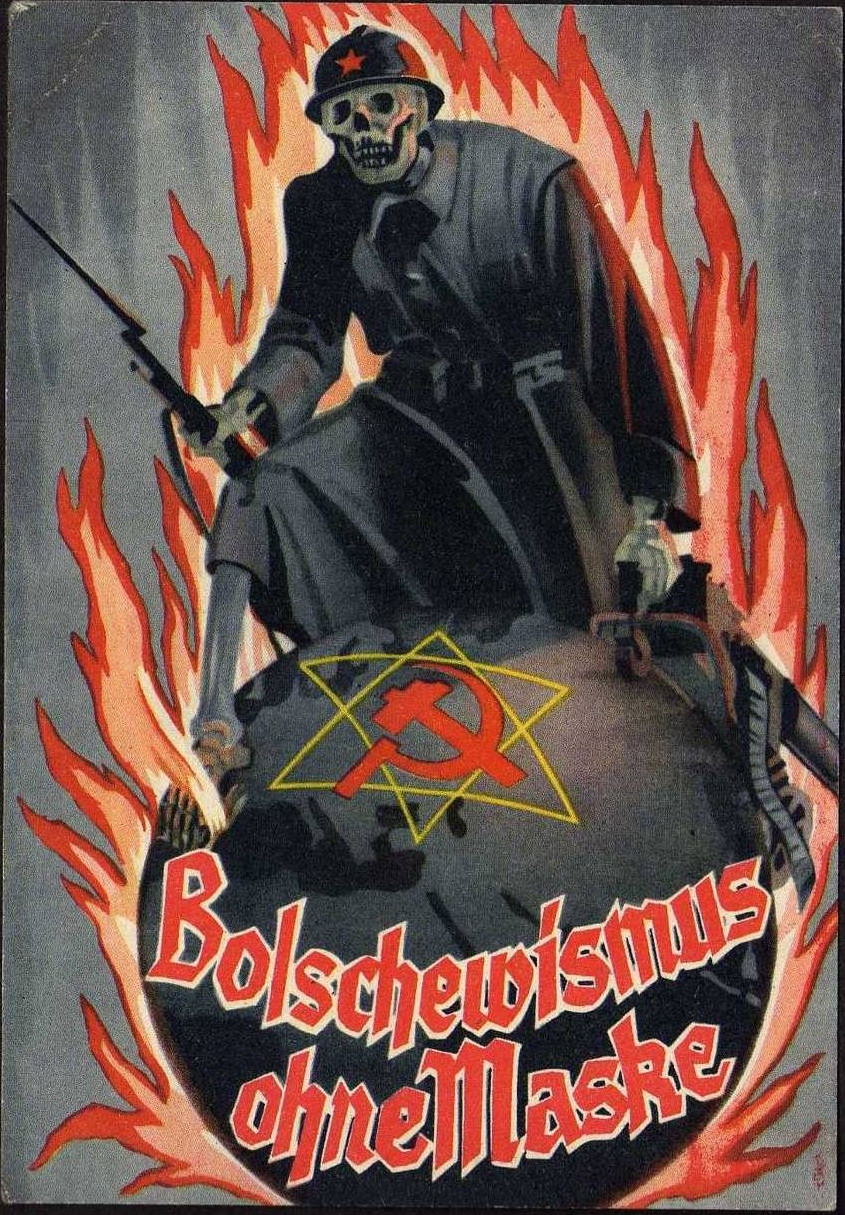
ملصق دعاية مناهض للسوفييت في ألمانيا النازية، 1939

في 25 نوفمبر 1936، أبرمت ألمانيا النازية واليابان الإمبراطورية ميثاق مكافحة الكومنترن، الذي انضمت إليه إيطاليا الفاشية في عام 1937.
من الناحية الاقتصادية، بذل الاتحاد السوفيتي جهودًا متكررة لإعادة توثيق العلاقات مع ألمانيا في منتصف الثلاثينيات. سعى الاتحاد السوفياتي بشكل رئيسي إلى سداد ديون التجارة السابقة بالمواد الخام، في حين سعت ألمانيا لإعادة تسليحها. وقع البلدان اتفاقية ائتمان في عام 1935. بحلول عام 1936، أجبرت الأزمات في توريد المواد الخام والمواد الغذائية هتلر على إصدار خطة مدتها أربع سنوات لإعادة التسلح «دون اعتبار للتكاليف». ومع ذلك، على الرغم من تلك القضايا، رفض هتلر محاولات الاتحاد السوفيتي للسعي إلى علاقات سياسية أوثق مع ألمانيا إلى جانب اتفاقية ائتمانية إضافية.
واجهت إستراتيجية ليتفينوف عقبات أيديولوجية وسياسية. استمر المحافظون الحاكمون في بريطانيا، الذين سيطروا على مجلس العموم من عام 1931 فصاعدًا، في اعتبار الاتحاد السوفيتي تهديدًا أقل من ألمانيا النازية (رأى البعض أن الاتحاد السوفيتي يمثل تهديدًا أكبر). في الوقت نفسه، عندما خضع الاتحاد السوفياتي لاضطرابات في خضم التطهير العظيم في 1934-1940، لم ينظر الغرب إليه كحليف له قيمة محتملة.
ومما زاد الأمور تعقيداً، أن تطهير مفوضية الشعب للشؤون الخارجية أجبر الاتحاد السوفيتي على إغلاق عدد كبير من السفارات في الخارج. في الوقت نفسه، جعلت عمليات التطهير توقيع اتفاق اقتصادي مع ألمانيا أقل احتمالا: لقد عطلت الهيكل الإداري السوفياتي المشوش الفعل اللازم للمفاوضات، وبالتالي دفع هتلر إلى اعتبار السوفييت ضعيفين عسكريًا.

### الحرب الأهلية الإسبانية
كانت الحرب الأهلية الإسبانية (1936-1939) جزءًا من حرب بالوكالة. قاتل القوميون بقيادة الجنرال فرانسيسكو فرانكو والحكومة الجمهورية من أجل السيطرة على البلاد. عسكريا، كان للقوميين عادة اليد العليا وفازوا في النهاية. أرسلت ألمانيا وحدات جوية ودبابات النخبة للقوات القومية. وأرسلت إيطاليا عدة فرق قتالية. أرسل الاتحاد السوفيتي مستشارين عسكريين وسياسيين، وباع ذخيرة لدعم «المواليين»، أو الجمهوريين. ساعد الكومنترن الأحزاب الشيوعية حول العالم في إرسال متطوعين إلى الألوية الدولية التي قاتلت من أجل الموالين.

### فشل الأمن الجماعي
فشلت سياسة ليتفينوف في احتواء ألمانيا من خلال الأمن الجماعي تمامًا مع إبرام اتفاق ميونيخ في 29 سبتمبر 1938، عندما فضلت بريطانيا وفرنسا تقرير المصير لألمانيا من سديتنلاند على سلامة أراضي تشيكوسلوفاكيا، متجاهلين الموقف السوفيتي. ومع ذلك، لا يزال هناك خلاف حول ما إذا كان الاتحاد السوفياتي، حتى قبل ميونيخ، كان سيحقق بالفعل ضماناته لتشيكوسلوفاكيا، في حالة وجود غزو ألماني حقيقي قاومته فرنسا.
في أبريل 1939، أطلق ليتفينوف مفاوضات التحالف الثلاثي مع السفراء البريطانيين والفرنسيين الجدد، (وليام سيلز، بمساعدة ويليام سترانج، وبول إميل ناجييار)، في محاولة لاحتواء ألمانيا. ومع ذلك ، لسبب أو لآخر، تم جرهم باستمرار وتواصلوا بتأخير كبير.
اعتقدت القوى الغربية أنه لا يزال من الممكن تجنب الحرب وأن الاتحاد السوفيتي، الذي أضعفته عمليات التطهير، لم يتمكن من العمل كمشارك عسكري رئيسي. اختلف اتحاد الجمهوريات الاشتراكية السوفياتية بشكل أو بآخر معهما في كلتا القضيتين، وتناول المفاوضات بحذر بسبب العداء التقليدي للقوى الرأسمالية. كما شارك الاتحاد السوفيتي في محادثات سرية مع ألمانيا النازية، أثناء إجراء محادثات رسمية مع المملكة المتحدة وفرنسا. منذ بداية المفاوضات مع فرنسا وبريطانيا، طالب السوفييت بإدراج فنلندا في مجال النفوذ السوفيتي.

## حلف مولوتوف-ريبنتروب

### 1939 الاحتياجات والمناقشات
بحلول أواخر ثلاثينيات القرن العشرين، نظرًا لاستحالة اتباع نهج اقتصادي استبدادي ألماني أو تحالف مع بريطانيا، كانت العلاقات الأوثق مع الاتحاد السوفيتي ضرورية، إن لم يكن فقط لأسباب اقتصادية فقط. كانت ألمانيا تفتقر إلى النفط، ولم تستطع توفير سوى 25 في المائة من احتياجاتها الخاصة، حين كان الاتحاد السوفيتي مطلوبًا للعديد من المواد الخام الرئيسية الأخرى، مثل الخامات (بما في ذلك الحديد والمنغنيز) والمطاط والدهون الغذائية والزيوت. في حين انخفضت الواردات السوفيتية إلى ألمانيا إلى 52.8 مليون من الرايخ مارك في عام 1937،  الزيادات الهائلة في إنتاج الأسلحة والنقص الحاد في المواد الخام تسببت في تحول ألمانيا إلى عكس اتجاهها السابق، مما دفع المحادثات الاقتصادية إلى الأمام في أوائل عام 1939.
في 3 مايو 1939، تم طرد ليتفينوف وتم تعيين فياتشيسلاف مولوتوف، الذي كان قد توتر العلاقات مع ليتفينوف، من أصل يهودي (على عكس ليتفينوف)، وكان دائما في صالح الحياد تجاه ألمانيا، وكان مسؤولا عن الشؤون الخارجية. تم تطهير مفوضية الشؤون الخارجية من مؤيدي ليتفينوف واليهود. كل هذا يمكن أن يكون له أسباب داخلية بحتة، ولكن يمكن أن يكون أيضًا إشارة إلى ألمانيا بأن عصر الأمن الجماعي المعادي لألمانيا قد مضى،  أو إشارة إلى البريطانيين والفرنسيين بأن موسكو يجب أن تؤخذ بجدية أكبر في مفاوضات التحالف الثلاثي  وأنها مستعدة للترتيبات دون الأمتعة القديمة للأمن الجماعي، أو حتى الاثنين معا.
واعتبرت ألمانيا التعديل الوزاري بحذر فرصة.
يقال في بعض الأحيان أن مولوتوف واصل المحادثات مع بريطانيا وفرنسا لتحفيز الألمان على تقديم عرض لمعاهدة عدم الاعتداء وأن التحالف الثلاثي فشل بسبب عزم الاتحاد السوفيتي على إبرام اتفاق مع ألمانيا. وجهة نظر أخرى هي أن السعي السوفيتي للتحالف الثلاثي كان صادقا وأن الحكومة السوفيتية لم تتحول إلى ألمانيا إلا عندما أثبت التحالف مع القوى الغربية أنه مستحيل.
العوامل الإضافية التي دفعت الاتحاد السوفياتي نحو التقارب مع ألمانيا قد تكون توقيع اتفاقية عدم اعتداء بين ألمانيا ولاتفيا وإستونيا في 7 يونيو 1939  والتهديد من الإمبراطورية اليابانية في الشرق، كما يتضح من معركة خالخن غول (11 مايو - 16 سبتمبر 1939). اقترح مولوتوف أن الهجوم الياباني قد يكون مصدر إلهام من قبل ألمانيا من أجل عرقلة إبرام التحالف الثلاثي.
في يوليو، كانت المفاوضات التجارية السوفيتية الألمانية مفتوحة. في أواخر يوليو وأوائل أغسط ، تحولت المحادثات بين الطرفين إلى اتفاق محتمل، لكن المفاوضين السوفييت أوضحوا أنه يجب أولاً التوصل إلى اتفاق اقتصادي. بعد أن حددت ألمانيا غزوها لبولندا في 25 أغسطس، واستعدت للحرب الناتجة عن ذلك مع فرنسا، قدر مخططو الحرب الألمان أن الحصار البحري البريطاني سيزيد من تفاقم النقص الحاد في المواد الخام الألمانية التي كان الاتحاد السوفيتي المورد الوحيد المحتمل لها.
ثم، في 3 أغسطس، أوضح وزير الخارجية الألماني يواكيم ريبنتروب خطة تتفق فيها ألمانيا والاتحاد السوفيتي على عدم التدخل في شؤون بعضهما البعض وتتخلى عن التدابير التي تستهدف المصالح الحيوية للآخر  وأنه «لا توجد مشكلة بين بحر البلطيق والبحر الأسود التي لا يمكن حلها بيننا». صرح الألمان أن «هناك عنصر واحد مشترك في أيديولوجية ألمانيا وإيطاليا والاتحاد السوفيتي: معارضة الديمقراطيات الرأسمالية في الغرب»،  وأوضح أن عداءهم السابق تجاه البلشفية السوفيتية قد خفت حدته التغييرات في الشيوعية الدولية والتخلي السوفيتي عن ثورة عالمية.

### الاتفاقيات والصفقات التجارية

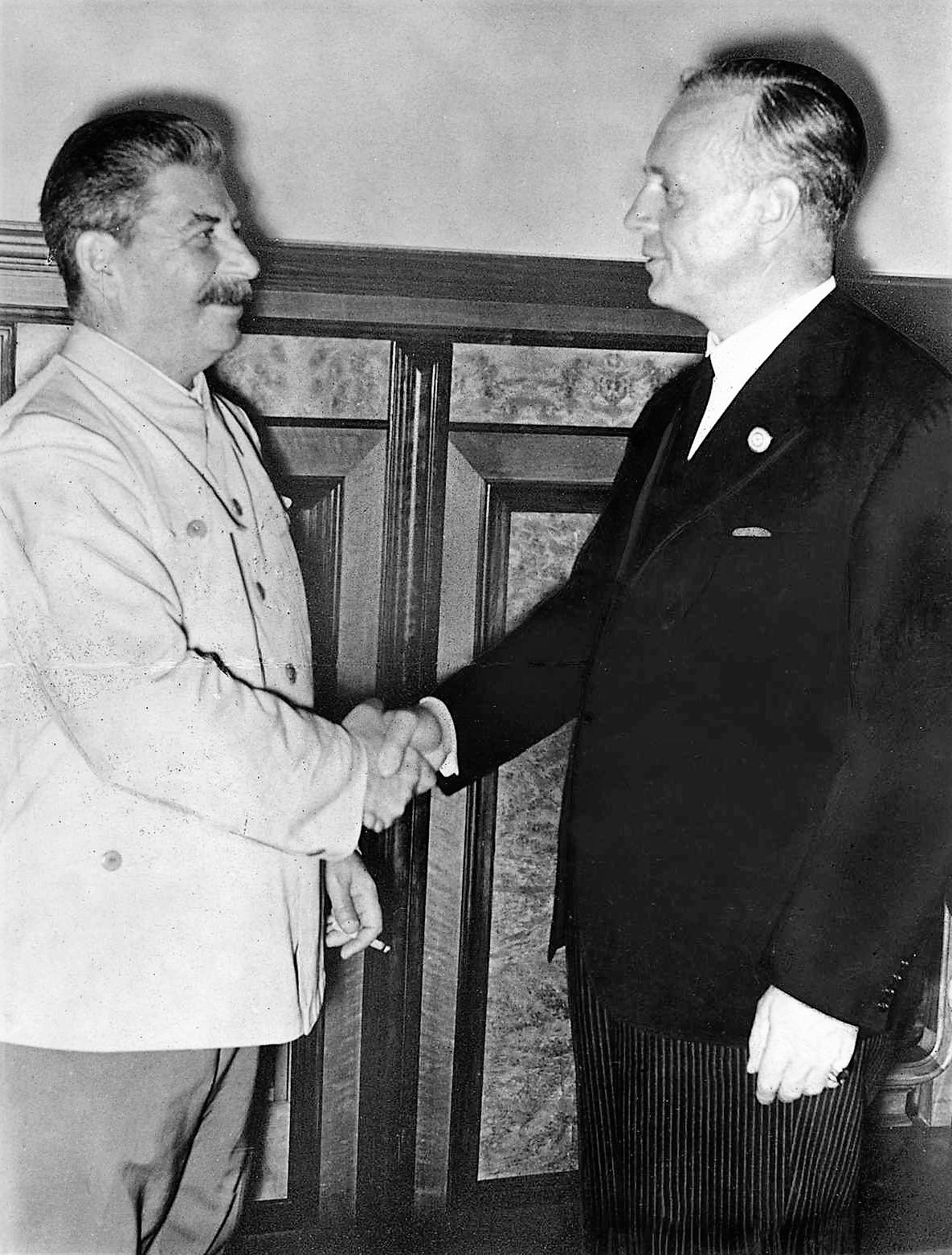
ستالين يستقبل ريبنتروب في الكرملين ، 23 أغسطس 1939

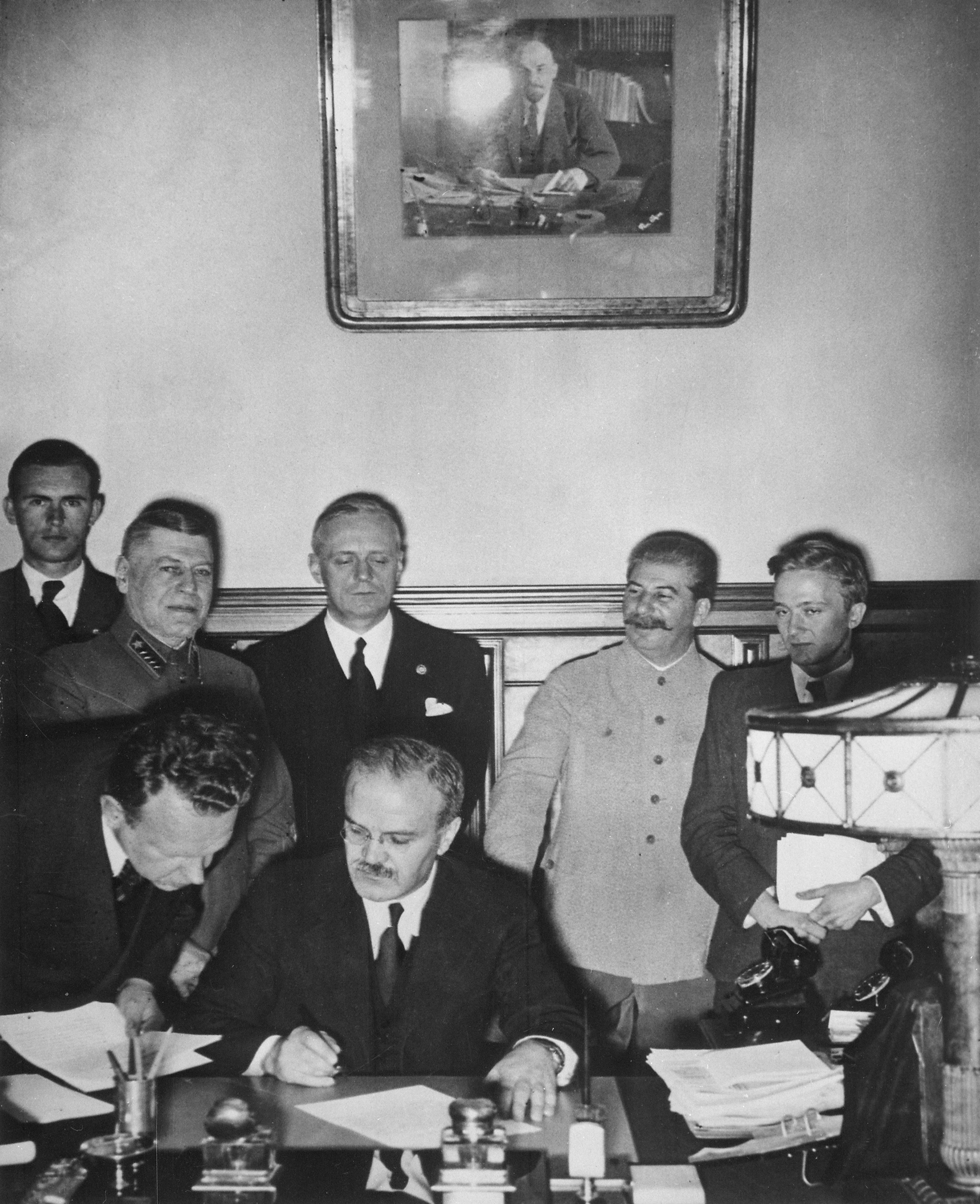
توقيع معاهدة مولوتوف-ريبنتروب. جوزيف ستالين هو الثاني من اليمين، مبتسما

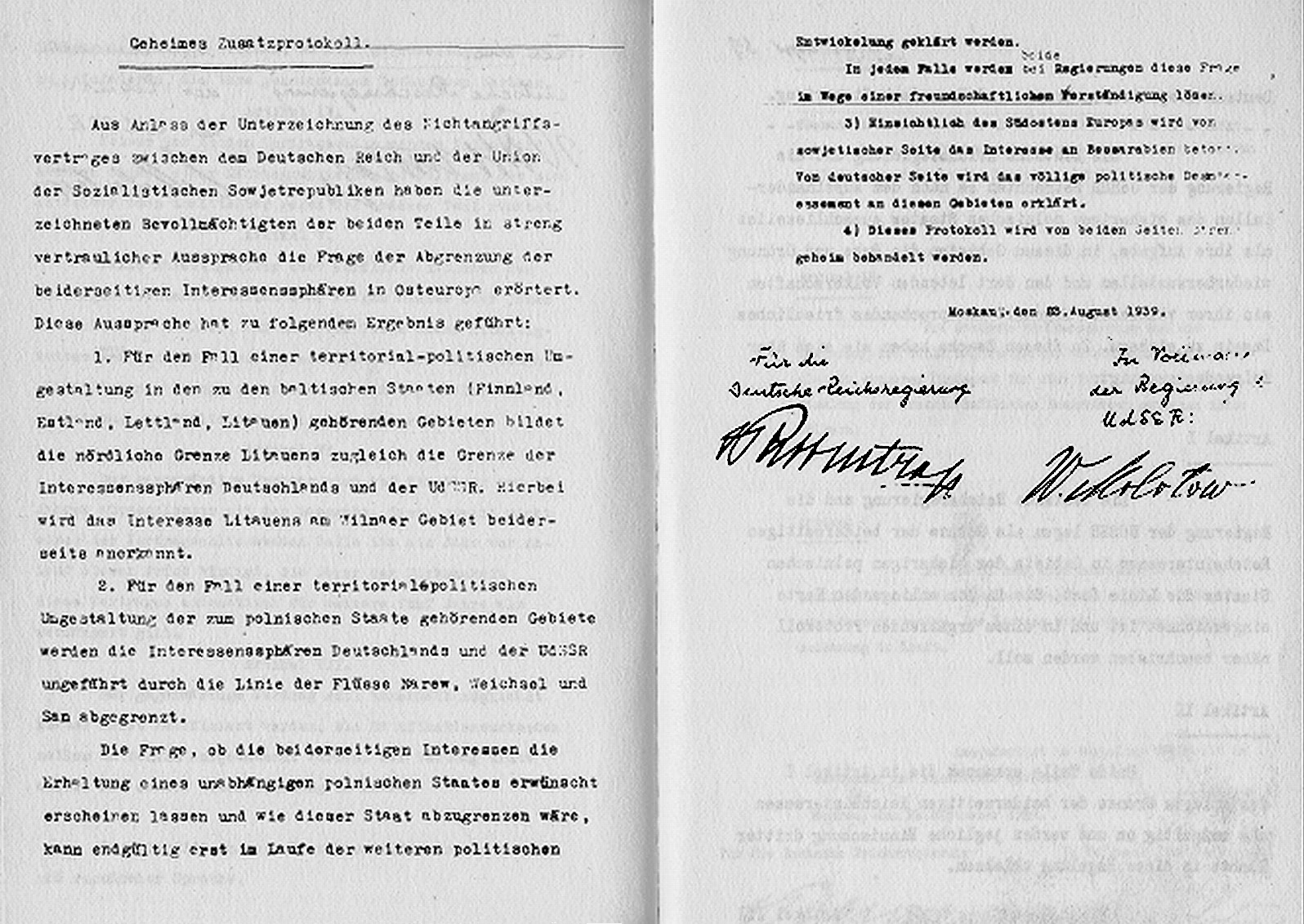
التوقيعات على البروتوكول السري

التقسيمات الفعلية والمخطط لها في أوروبا ، وفقًا لميثاق مولوتوف-ريبنتروب ، مع تعديلات لاحقة.

بحلول 10 أغسطس، كانت الدول قد وضعت آخر التفاصيل الفنية الطفيفة لجعل جميع ما عدا ترتيباتهم الاقتصادية نهائية، ولكن السوفيات أرجأ التوقيع على تلك الاتفاقية لمدة عشرة أيام تقريبًا حتى كانوا متأكدين من أنهم توصلوا إلى اتفاق سياسي مع ألمانيا. أوضح السفير السوفييتي للمسؤولين الألمان أن السوفييت بدأوا مفاوضاتهم البريطانية «دون كثير من الحماس» في وقت شعروا فيه بأن ألمانيا لن «تتوصل إلى تفاهم»، وأن المحادثات الموازية مع البريطانيين لا يمكن أن تنقطع ببساطة عندما لقد بدأوا بعد «دراسة ناضجة». في هذه الأثناء، جادلت كل دراسة عسكرية واقتصادية ألمانية بأن ألمانيا كانت محكوم عليها بالهزيمة دون حياد سوفيتي على الأقل.
في 19 أغسطس، تم التوصل إلى الاتفاقية التجارية الألمانية السوفيتية (1939). غطت الاتفاقية الأعمال «الحالية»، والتي تنطوي على التزام السوفيات بتسليم 180 مليون من الرايخ ماركس في المواد الخام استجابة للطلبات الألمانية، في حين أن ألمانيا ستسمح للسوفيات بطلب 120 مليون رايشماركس للسلع الصناعية الألمانية. بموجب الاتفاقية، منحت ألمانيا أيضًا الاتحاد السوفيتي قرضًا بقيمة 200 مليون رايخ ألماني على مدار 7 سنوات لشراء السلع الألمانية المصنعة  بسعر فائدة مناسب للغاية.
في 22 أغسطس، تم الكشف عن المفاوضات السياسية السرية  عندما أعلنت الصحف الألمانية أن الاتحاد السوفيتي وألمانيا النازية على وشك إبرام اتفاقية عدم اعتداء، وأن المفاوضات المطولة للاتحاد السوفيتي فيما يتعلق بالتحالف الثلاثي مع فرنسا وبريطانيا كانت معلقة. ألقى السوفييت باللوم على القوى الغربية في إحجامها عن أخذ المساعدة العسكرية للاتحاد السوفيتي على محمل الجد والاعتراف بالحق السوفييتي في عبور بولندا ورومانيا، إذا لزم الأمر رغما عن إرادتهما،  بالإضافة إلى إخفاقهم في إرسال ممثلين بمزيد من الأهمية وبوضوح صلاحيات محددة وحل الخلاف حول فكرة العدوان غير المباشر.

في 23 أغسطس 1939، وصل وفد ألماني برئاسة وزير الخارجية يواكيم فون ريبنتروب إلى موسكو، وفي الليلة التالية وقعه مع زميله السوفياتي فياتشيسلاف مولوتوف، وحلفه مولوتوف-ريبنتروب، بحضور الزعيم السوفييتي جوزيف ستالين. أعلنت اتفاقية عدم الاعتداء التي دامت عشر سنوات عن التزام كلا الطرفين المستمر بمعاهدة برلين (1926)، ولكن تم استكمال المعاهدة أيضًا ببروتوكول إضافي سري، قسمت أوروبا الشرقية إلى مناطق نفوذ ألمانية وسوفييتية: 
 1. في حالة إعادة الترتيب الإقليمي والسياسي في المناطق التابعة لدول البلطيق (فنلندا وإستونيا ولاتفيا وليتوانيا)، فإن الحدود الشمالية للليتوانيا تمثل حدود مناطق نفوذ ألمانيا والاتحاد السوفيتي. يتم التعرف على مصلحة ليتوانيا في منطقة فيلنا من قبل كل طرف.

 2. في حالة إعادة الترتيب الإقليمي والسياسي للمناطق التابعة للدولة البولندية، فإن مناطق النفوذ في ألمانيا واتحاد الجمهوريات الاشتراكية السوفياتية سوف تكون محصورة تقريبًا بخط الأنهار ناريف وفيستولا وSan.
إن مسألة ما إذا كانت مصالح كلا الطرفين تجعل من المرغوب فيه الحفاظ على دولة بولندية مستقلة وكيف يجب أن تكون هذه الدولة مُحددة لا يمكن تحديدها إلا بالتأكيد في سياق التطورات السياسية الأخرى.
على أي حال، ستعمل كلتا الحكومتين على حل هذه المسألة عن طريق اتفاق ودي
3. فيما يتعلق بجنوب شرق أوروبا، يُدعى الجانب السوفياتي إلى اهتمامه بيسارابيا. يعلن الجانب الألماني عدم اهتمامه السياسي الكامل في هذه المجالات.

 يعامل الطرفان البروتوكول السري باعتباره سريًا تمامًا. 
 على الرغم من أن الأطراف نفت وجودها ،  فقد تردد أن البروتوكول موجود منذ البداية.
قوبلت أخبار الميثاق، التي أعلن عنها برافدا وإزفستيا في 24 أغسطس، بصدمة ومفاجأة شديدة من قِبل قادة الحكومة ووسائل الإعلام في جميع أنحاء العالم، وكان معظمهم على علم بالمفاوضات البريطانية ـ الفرنسية ـ السوفيتية فقط، التي جرت لأشهر. قيل للمفاوضين البريطانيين والفرنسيين، الذين كانوا في موسكو للتفاوض بشأن ما يعتقدون أنه الجزء العسكري من التحالف مع الاتحاد السوفيتي، «لا يمكن تقديم أي غرض مفيد في مواصلة الحوار». في 25 أغسطس، أخبر هتلر السفير البريطاني في برلين أن الاتفاقية مع السوفييت قد حررت ألمانيا من احتمال حربين على جبهتين، وبالتالي غيرت الوضع الاستراتيجي من الوضع الذي ساد في الحرب العالمية الأولى، وبالتالي ينبغي على بريطانيا قبول مطالب بشأن بولندا. ومع ذلك، فوجئ هتلر عندما وقّعت بريطانيا على معاهدة المساعدة المتبادلة مع بولندا في ذلك اليوم، مما تسبب في تأخر هتلر عن غزو غرب بولندا (26 أغسطس).
صدق مجلس السوفيت الأعلى للاتحاد السوفيتي على الاتفاقية في 31 أغسطس 1939.

## الحرب العالمية الثانية

### الغزو الألماني لغرب بولندا

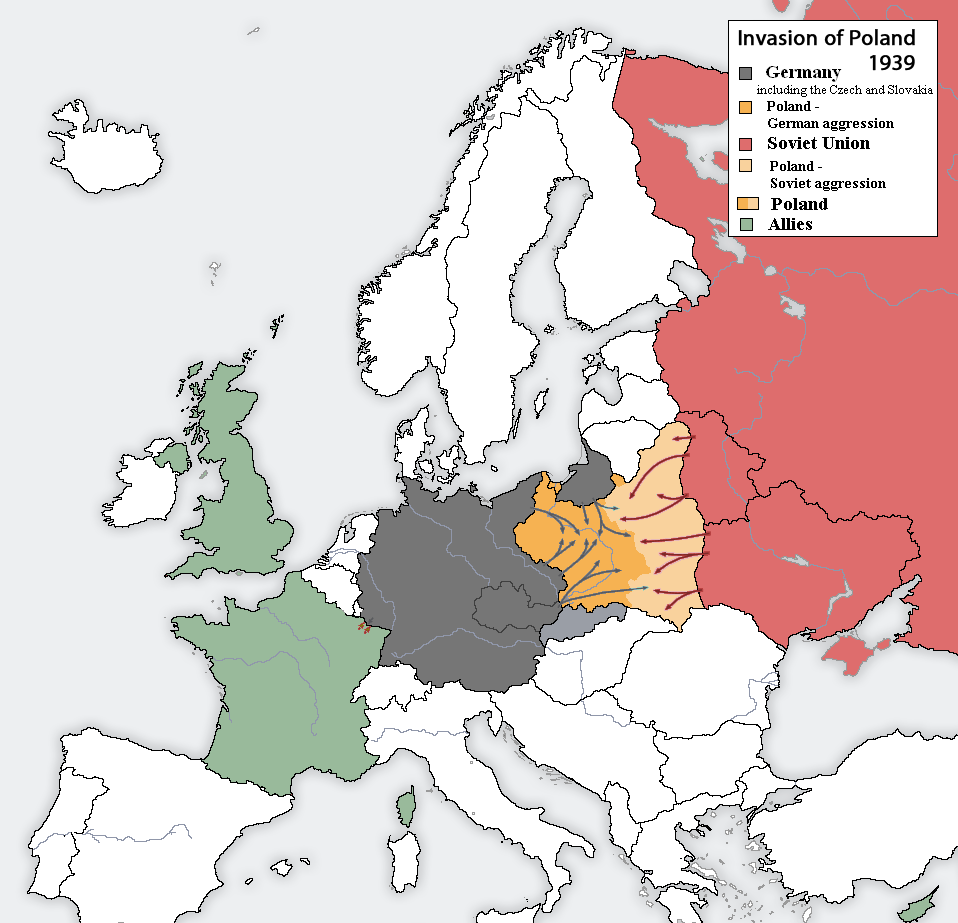
غزو بولندا: ألمانيا (الرمادي)، والاتحاد السوفيتي (الأحمر) والحلفاء الاوروبين في بولندا (الأخضر)

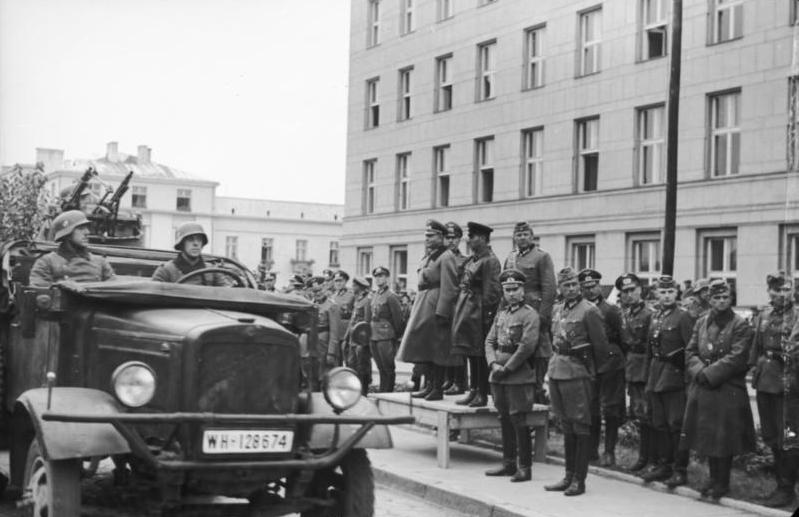
الجنرال الألماني هاينز غوديريان والسوفيتي كومبري سيميون كريفوشين يعقدان عرضًا مشتركًا للنصر في بريست، 23 سبتمبر 1939

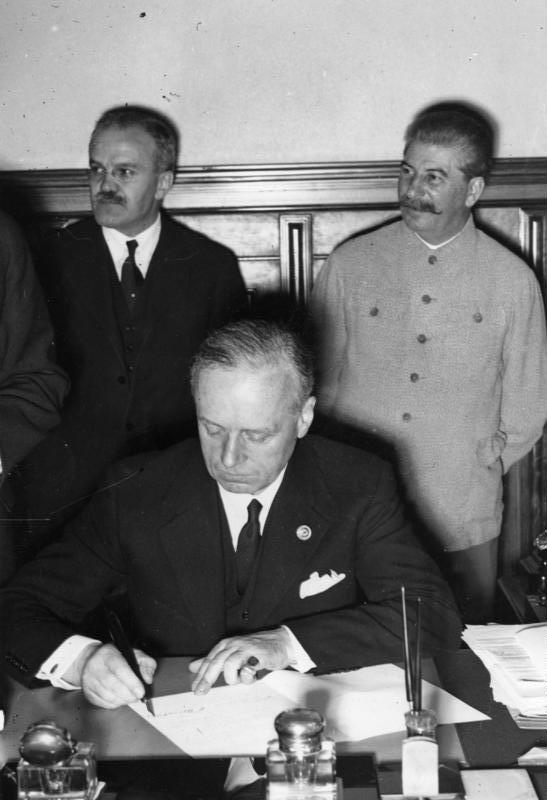
مولوتوف وستالين وريبنتروب يوقعان على معاهدة الصداقة الألمانية السوفيتية، موسكو، سبتمبر 1939

بعد أسبوع من توقيع اتفاقية مولوتوف-وريبنتروب، في 1 سبتمبر 1939، غزت ألمانيا النازية منطقة نفوذها في بولندا. في 3 سبتمبر، أعلنت بريطانيا العظمى وأستراليا ونيوزيلندا وفرنسا، وفاء بالتزاماتها تجاه الجمهورية البولندية الثانية، الحرب على ألمانيا. اندلعت الحرب العالمية الثانية في أوروبا.
في 4 سبتمبر، عندما حاصرت بريطانيا ألمانيا بحريا، تم تحويل سفن الشحن الألمانية المتجهة إلى الموانئ الألمانية إلى ميناء مورمانسك في القطب الشمالي السوفيتي. في 8 سبتمبر وافق الجانب السوفيتي على تمريرها بالسكك الحديدية إلى ميناء لينينغراد البلطيقي. في الوقت نفسه، رفض الاتحاد السوفيتي السماح بالمرور إلى بولندا عبر أراضيها، مشيرًا إلى خطر التعرض للحرب في الخامس من سبتمبر.
أبلغ Von der Schulenburg برلين أن الهجمات على سلوك ألمانيا في الصحافة السوفيتية قد توقفت بالكامل وتصوير الأحداث في مجال السياسة الخارجية تزامن إلى حد كبير مع وجهة النظر الألمانية، في حين تمت إزالة الأدب المناهض لألمانيا من التجارة.
في 7 سبتمبر، حدد ستالين مرة أخرى خطًا جديدًا للكومنترن كان يعتمد الآن على فكرة أن الحرب كانت صراعًا بين الأمبريالية، وبالتالي لم يكن هناك سبب لوقوف لطبقة العاملة إلى جانب بريطانيا أو فرنسا أو بولندا ضد ألمانيا، وبالتالي الخروج عن سياسة الجبهة الشعبية المناهضة للفاشية للكومنترن 1934-1939. ووصف بولندا بأنها دولة فاشية تضطهد البيلاروسيين والأوكرانيين. [بحاجة لمصدر]
حث الدبلوماسيون الألمان الاتحاد السوفيتي على التدخل ضد بولندا من الشرق منذ بداية الحرب،  ولكن الاتحاد السوفياتي كان مترددًا في التدخل لأن وارسو لم تسقط بعد. تم نقل القرار السوفياتي بغزو هذا الجزء من شرق بولندا الذي تم الاتفاق عليه في وقت سابق كمنطقة نفوذ سوفيتية إلى السفير الألماني فريدريش فيرنر فون دير شولنبرغ في 9 سبتمبر، ولكن تم تأجيل الغزو الفعلي لأكثر من أسبوع. أصبحت المخابرات البولندية على علم بالخطط السوفيتية في حوالي 12 سبتمبر.

### الغزو السوفيتي لشرق بولندا
في 17 سبتمبر، دخل الاتحاد السوفيتي أخيرًا الأراضي البولندية التي مُنحت له بموجب البروتوكول السري لاتفاقية عدم الاعتداء من الشرق. كذرائع لتبرير تصرفاته، استشهد السوفييت بانهيار الجمهورية البولندية الثانية وادعوا أنهم كانوا يحاولون مساعدة الشعب البيلاروسي والأوكراني. يعتبر الغزو السوفيتي عادة نتيجة مباشرة للاتفاقية، على الرغم من أن المدرسة التحريرية تدعي أن هذا لم يكن كذلك وأن القرار السوفيتي اتخذ بعد بضعة أسابيع. هذه الخطوة السوفيتية استنكرتها بريطانيا وفرنسا، لكنها لم تتدخل. في عملية لتبادل للأراضي البولندية التي تم الاستيلاء عليها وفقًا لشروط البروتوكول، عقد الجيش الأحمر والفيرماخت بالفعل في 17 سبتمبر عرضًا عسكريًا مشتركًا في بريست؛ ثم تم نقل احتلال المدينة من قبل ألمانيا إلى القوات السوفيتية. في المعارك التالية مع بقية جيش الجمهورية البولندية الثانية، احتل الاتحاد السوفياتي المناطق المقابلة تقريبًا لمجال اهتماماته، على النحو المحدد في البروتوكول الإضافي السري لميثاق مولوتوف-ريبنتروب.
احتلت القوتان أراضي بولندا بالكامل بحلول 6 أكتوبر، وتمت تصفية الدولة البولندية. في أوائل نوفمبر قام السوفييت الأعلى للاتحاد السوفياتي بضم الأراضي المحتلة وتشترك الاتحاد السوفيتي في حدود مشتركة مع ألمانيا النازية والأراضي البولندية التي احتلها النازيون وليتوانيا لأول مرة. بعد الغزو، كان التعاون بين ألمانيا والاتحاد السوفياتي مرئيًا، على سبيل المثال، في مؤتمرات غستابو-NKVD الأربعة، حيث ناقشت القوى المحتلة خططًا للتعامل مع حركة المقاومة البولندية، لمزيد من تدمير بولندا، والتي مكنت كلا الأطراف لتبادل السجناء البولنديين من المصالح قبل توقيع معاهدة الحدود الألمانية السوفيتية في موسكو بحضور جوزيف ستالين.

### تعديل البروتوكولات السرية
في 25 سبتمبر، عندما كان هتلر لا يزال في طريقه إلى ليتوانيا، اقترح الاتحاد السوفيتي إعادة التفاوض في مجالات الاهتمام المشتركة. في 28 سبتمبر 1939، وقع في موسكو مولوتوف وريبينتروب معاهدة الحدود والصداقة الألمانية السوفيتية، التي تحدد حدود المصالح الوطنية لكل منهما في أراضي الدولة البولندية السابقة. في بروتوكول تكميلي سري للمعاهدة، تم إعادة التفاوض على مجالات الاهتمام خارج بولندا، وفي مقابل بعض الأجزاء التي تم الاستيلاء عليها بالفعل من الأراضي البولندية، اعترفت ألمانيا بأنها لا تزال جزءًا من مستقلا ليتوانيا في المنطقة السوفيتية.

### اتفاق تجاري موسع
أبرمت ألمانيا والاتحاد السوفيتي اتفاقية تجارية معقدة في 11 فبراير 1940 والتي كانت أكبر بأربعة أضعاف من تلك التي وقعها البلدان في أغسطس 1939. ساعد الاتفاق التجاري ألمانيا في التغلب على الحصار البريطاني لألمانيا. في السنة الأولى، تلقت ألمانيا مليون طن من الحبوب، ونصف مليون طن من القمح، و900000 طن من النفط، و100000 طن من القطن، و 500000 طن من الفوسفات وكميات كبيرة من المواد الخام الحيوية الأخرى، إلى جانب عبور مليون طن من فول الصويا من منشوريا. تم نقل هذه الإمدادات وغيرها من الأراضي البولندية والسوفيتية المحتلة، مما سمح لألمانيا النازية بالتحايل على الحصار البحري البريطاني. كان من المقرر أن يستقبل السوفييت طرادًا بحريًا، وخططًا لسفينة حربية بسمارك، ومدافع بحرية ثقيلة، ومعدات بحرية أخرى، وثلاثين من أحدث الطائرات الحربية الألمانية، بما في ذلك مقاتلة مسرشميت بي اف 109 ومقاتلة ماسرشميت بي إف 110، ويونكرز يو 88. سوف يستلم السوفييت أيضًا معدات النفط والكهرباء والقاطرات والتوربينات والمولدات ومحركات الديزل والسفن والأدوات الآلية وعينات من المدفعية الألمانية والدبابات والمتفجرات ومعدات الحرب الكيماوية وغيرها من المواد. ساعد السوفيت ألمانيا أيضًا على تجنب الحصار البحري البريطاني من خلال توفير قاعدة غواصات، Basis Nord، في شمال الاتحاد السوفيتي بالقرب من مورمانسك. وقد وفر ذلك أيضًا موقعًا للتزود بالوقود والصيانة، ونقطة انطلاق لعمليات الغارات والهجمات على سفن الشحن التجارية.

### الحرب السوفيتية مع فنلندا
بدء الجانب السوفيتي المفاوضات الأخيرة مع فنلندا كجزء من سياسته الأمنية الجماعية في أبريل 1938، وتهدف إلى التوصل إلى تفاهم وتأمين مكانة فنلندية مواتية في حالة وقوع هجوم ألماني على الاتحاد السوفيتي عبر الأراضي الفنلندية، لكن هذا أثبت عدم جدواه بسبب الإحجام الفنلندي عن كسر حياده، وانتهت المفاوضات في أبريل 1939، قبل وقت قصير من طرد ليتفينوف. في 13 أكتوبر 1939 بدأت مفاوضات جديدة في موسكو، وقدم الاتحاد السوفياتي (يمثله ستالين ومولوتوف وفلاديمير بوتيومكين) مقترحات لفنلندا بما في ذلك اتفاقية المساعدة المتبادلة، واستئجار قاعدة هانكو العسكرية، التي تقع 70كيلو متر في عمق البرزخ الكاريلي الواقع مباشرة إلى الشمال من مدينة لينينغراد إلى الاتحاد السوفيتي، في مقابل الأراضي الحدودية إلى الشمال. ومع ذلك، رفضت فنلندا قبول العرض، وانسحبت من المفاوضات في 7 نوفمبر 1939، واستمرت الاستعدادات لغزو سوفييتي محتمل.
في 26 نوفمبر، قام الاتحاد السوفيتي بقصف مينيلا بالقرب من الحدود، واتهم القوات الفنلندية بالاستفزاز وطلب الانسحاب. بدورها طلبت فنلندا في 27 نوفمبر سحب قوات البلدين من المنطقة الحدودية. في 28 نوفمبر، ندد الاتحاد السوفيتي باتفاقية عدم الاعتداء السوفيتية الفنلندية لعام 1932، وفي 29 نوفمبر قطع العلاقات الدبلوماسية مع فنلندا. في 30 نوفمبر 1939، هاجمت قوات الاتحاد السوفياتي تحت قيادة كليمنت فوروشيلوف فنلندا في ما أصبح يعرف باسم الحرب الشتوية، بدءاً من غزو كاريليا الفنلندية وقصف الأحياء المدنية في هلسنكي. في الأول من ديسمبر عام 1939، تم تأسيس الحكومة الاشتراكية العميلة للجمهورية الديمقراطية الفنلندية تحت رعاية الاتحاد السوفيتي في بلدة تيريوكي الحدودية. في 14 ديسمبر، تم طرد الاتحاد السوفيتي من عصبة الأمم لشن حرب عدوانية كانت بداية الحملة مأساوية حيث كان عدد القتلى ضخم من جنود الجيش الأحمر، تم استبدال فوروشيلوف بسيمون تيموشينكو كقائد للجبهة في 7 يناير 1940 (وبعد أربعة أشهر مفوض الشعب للدفاع). في منتصف فبراير 1940، تمكنت القوات السوفيتية أخيرًا من اختراق خط مانرهايم، وسعت فنلندا إلى الهدنة.
تم توقيع معاهدة موسكو للسلام في 12 مارس 1940، وعند الظهر في اليوم التالي، انتهى القتال. تنازلت فنلندا عن كارليان برزخ ولادوجا كاريليا، جزء من سالا وكلاستاجاسارينتو، واستأجرت قاعدة هانكو البحرية من اتحاد الجمهوريات الاشتراكية السوفياتية، لكنها ظلت دولة محايدة، وإن كانت تميل بشكل متزايد نحو ألمانيا (انظر السلام المؤقت).
كانت عواقب الصراع متعددة: على الرغم من أن الاتحاد السوفياتي حصل على أراض جديدة، إلا أن الحرب دفعت فنلندا المحايدة نحو تسوية مع ألمانيا النازية. علاوة على ذلك، كشف الغزو عن نقاط الضعف العسكرية الصارخة للجيش الأحمر. دفع هذا الاتحاد السوفياتي إلى إعادة تنظيم قواته العسكرية، لكنه وجه ضربة أخرى أيضًا للهيبة الدولية للاتحاد السوفيتي.
نتيجة للخسارة الفادحة بشكل غير متناسب مقارنة بالقوات الفنلندية - على الرغم من التفوق السوفيتي بأربعة أضعاف في القوات والتفوق المطلق تقريبًا في الأسلحة الثقيلة والطائرات - بدا أن الجيش الأحمر كان هدفًا سهلاً، مما ساهم في قرار هتلر بالتخطيط لهجوم على الاتحاد السوفيتي. تجاوز عدد الضحايا الرسمي لسوفييت في الحرب 200000،  بينما زعم رئيس الوزراء السوفيتي نيكيتا خروتشوف في وقت لاحق أن عدد الضحايا قد وصل للمليون.

### السوفييت يأخذون البلطيق
منذ البداية، كان هناك توتر حول تحركات السوفيت في إستونيا ولاتفيا وليتوانيا، والتي كانت في مجال النفوذ السوفيتي. لم يُمنح الثلاثة خيارًا سوى التوقيع على ما يسمى «ميثاق الدفاع والمساعدة المتبادلة» الذي سمح للاتحاد السوفيتي بإرسال قوات إليه. نصحتهم ألمانيا النازية بقبول الشروط. انضمت دول البلطيق إلى المطالب السوفيتية ووقعت معاهدات المساعدة المتبادلة في 28 سبتمبر، 5 أكتوبر، و10 أكتوبر 1939، على التوالي (لمدة عشر سنوات لإستونيا ولاتفيا وخمس عشرة سنة للتوانيا). شمل التوتر اعتقال طاقم الغواصة في حادثة أورزي. في 18 أكتوبر و 29 أكتوبر و 3 نوفمبر 1939، دخلت القوات السوفيتية الأولى إستونيا ولاتفيا وليتوانيا بموجب الميثاق.
كان الاتحاد السوفيتي مستاءً من دول البلطيق التي تميل إلى بريطانيا وفرنسا، يعود ما يسمى وفاء البلطيق إلى عام 1934، والذي يمكن إعادة توجيهه نحو ألمانيا، واعتبره انتهاكًا لمعاهدات المساعدة المتبادلة في خريف عام 1939. في 25 مايو 1940، بعد اختفاء العديد من الجنود السوفيت من الحاميات السوفيتية في ليتوانيا، اتهم مولوتوف مدينة كاوناس بالاستفزازات. في 14 يونيو، أمر مفوض الدفاع الشعبي تيموشينكو بفرض حصار كامل على إستونيا ولاتفيا وليتوانيا. أسقطت القوات الجوية السوفيتية طائرة ركاب فنلندية كاليفا متجهة من تالين باتجاه هلسنكي. قبل وقت قصير من منتصف الليل، قدم مولوتوف إلى ليتوانيا مهلة مدتها 10 ساعات، مطالبًا باستبدال الحكومة الليتوانية بحكومة مؤيدة للسوفيات، والوصول الميسر إلى قوات سوفيتية إضافية، مما هدد البلاد بالاحتلال الفوري خلاف ذلك.
أصر الرئيس الليتواني أنتاناس سميتونا على المقاومة المسلحة، ولكن لم تكن مدعومة من قبل القيادة العسكرية، لذلك انضمت ليتوانيا إلى الإنذار النهائي. تم تعديل الحكومة ودخلت قوات سوفيتية إضافية ليتوانيا. تم إرسال فلاديمير ديكانوزوف إلى كاوناس كمبعوث سوفياتي خاص. في الليلة التالية، هرب سميتونا إلى ألمانيا (ثم إلى سويسرا، ثم إلى الولايات المتحدة). في 16 يونيو، قدم مولوتوف إنذارات مماثلة إلى لاتفيا وإستونيا، مشيراً إلى المخاوف السوفيتية بشأن الوفاق البلطيقي، وانضموا أيضًا. في الوقت نفسه، بدأ الفيرماخت بالتركيز على الحدود الليتوانية.
في منتصف يونيو 1940، عندما تم تركيز الاهتمام الدولي على الغزو الألماني لفرنسا، داهمت قوات NKVD السوفيتية المواقع الحدودية في ليتوانيا وإستونيا ولاتفيا. تمت تصفية إدارات الدولة واستبدالها بالكوادر السوفيتية؛ ونتيجة لذلك، تم ترحيل أو قتل 34250 من لاتفيا و75000 من ليتوانيا وحوالي 60,000 من إستونيا.
نظرًا لأن فرنسا لم تعد في وضع يمكنها من أن تكون الضامن للوضع الراهن في أوروبا الشرقية، والرايخ الثالث الذي دفع رومانيا لتقديم تنازلات إلى الاتحاد السوفيتي، فقد استسلمت الحكومة الرومانية، على خطى مستشار إيطاليا وفرنسا الفيشية.

### توترات أغسطس
تسببت الغزوات الفنلندية والبلطيقية في تدهور العلاقات بين ألمانيا والاتحاد السوفيتي. بسبب التوترات الناجمة عن هذه الغزوات، تأخرت ألمانيا في تسليم البضائع، ومخاوف ستالين من أن حرب هتلر مع الغرب قد تنتهي بسرعة بعد أن وقعت فرنسا الهدنة، في أغسطس 1940، أوقف الاتحاد السوفياتي شحناته لفترة وجيزة. تسبب التعليق في حدوث مشكلات كبيرة في الموارد بالنسبة لألمانيا. بحلول نهاية أغسطس، تحسنت العلاقات مرة أخرى.

### المفاوضات السوفيتية بشأن الانضمام إلى المحور

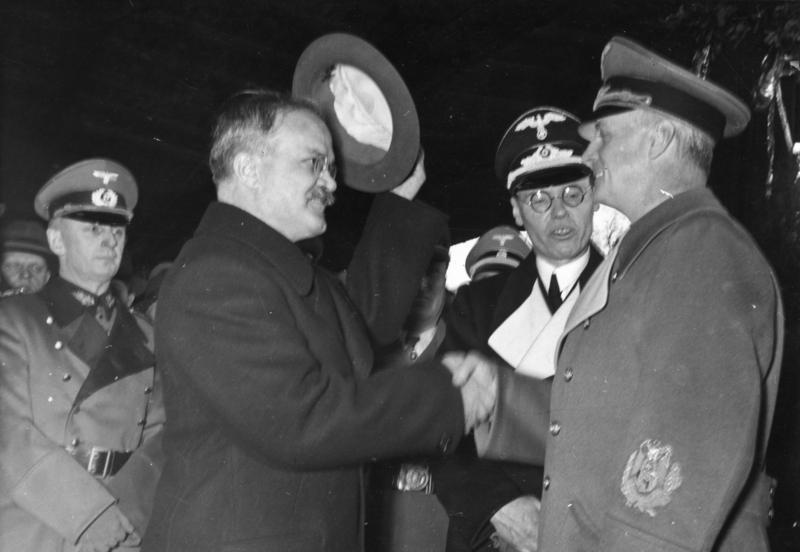
يواكيم فون ريبنتروب يستقبل فياتشيسلاف مولوتوف في برلين ، نوفمبر 1940

بعد أن دخلت ألمانيا معاهدة ثلاثية مع اليابان وإيطاليا، في أكتوبر 1940، كتب ريبنتروب إلى ستالين حول «المهمة التاريخية للقوى الأربع - الاتحاد السوفيتي وإيطاليا واليابان وألمانيا - لتبني سياسة طويلة المدى وتوجيه التنمية المستقبلية لشعوبهم في القنوات الصحيحة عن طريق تحديد مصالحهم على نطاق عالمي». أجاب ستالين، مشيرا إلى إبرام اتفاق بشأن «أساس دائم» لمصالحهم المتبادلة. أرسل ستالين مولوتوف إلى برلين للتفاوض حول شروط انضمام الاتحاد السوفيتي إلى المحور والاستمتاع بغنائم المعاهدة.
طلب ريبنتروب من مولوتوف التوقيع على بروتوكول سري آخر مع البيان: «من المفترض أن تكون النقطة المحورية للتطلعات الإقليمية للاتحاد السوفيتي في جنوب إقليم الاتحاد السوفيتي في اتجاه المحيط الهندي». تولى مولوتوف موقفًا مفاده أنه لا يستطيع اتخاذ «موقف محدد» من هذا دون موافقة ستالين. رداً على مسودة مكتوبة لاتفاقية القوى الأربع الألمانية، قدم ستالين مقترحًا مكتوبًا، بما في ذلك انضمام السوفييت إلى قوى المحور الأربع إذا كانت ألمانيا قد حظرت التمثيل في مجال النفوذ السوفيتي. لم تستجب ألمانيا أبدًا للاقتراح المضاد.

### يناير 1941 الاتفاقية الحدودية والتجارية
في 10 يناير 1941، وقعت ألمانيا والاتحاد السوفيتي اتفاقًا لتسوية العديد من القضايا. حددت الاتفاقية رسمياً الحدود بين ألمانيا والاتحاد السوفيتي بين نهر إيغورا وبحر البلطيق،  مددت لائحة التجارة للاتفاقية التجارية الألمانية السوفيتية لعام 1940 حتى 1 أغسطس 1942، وزادت الشحنات عن مستويات العام الأول من هذا الاتفاق، تسوية الحقوق التجارية في دول البلطيق وبسارابيا، وحساب التعويض عن المصالح العقارية الألمانية في دول البلطيق التي تحتلها الآن السوفيات وغيرها من القضايا. كما غطت الهجرة إلى ألمانيا في غضون شهرين ونصف من الألمان العرقيين والمواطنين الألمان في أراضي البلطيق التي يسيطر عليها السوفيت، والهجرة إلى الاتحاد السوفيتي من البلطيق و «الروس» «المواطنين» في المناطق التي تسيطر عليها ألمانيا. ذكرت البروتوكولات السرية في الاتفاقية الجديدة أن ألمانيا ستتخلى عن مطالبتها بقطعة واحدة من الأراضي الليتوانية في «البروتوكولات الإضافية السرية» لمعاهدة الصداقة والصداقة الألمانية السوفيتية وسيتم دفع 7.5 مليون دولار (31.5 مليون ريخسمارك).
زودت الاتفاقيات الاتحاد السوفياتي بأسلحة جديدة، وفي المقابل زودت ألمانيا بمليون طن من الحبوب، وتسعمائة ألف طن من النفط، ونصف مليون طن من الفوسفات، ونصف مليون طن من خام الحديد، بالإضافة إلى الكروم والمواد الخام الأخرى.

### علاقات منتصف عام 1941
في محاولة لإظهار النوايا السلمية تجاه ألمانيا، في 13 أبريل 1941، وقع السوفييت على معاهدة حياد مع اليابان. في حين لم يكن لدى ستالين إيمان يذكر بالتزام اليابان بالحياد، فقد شعر أن المعاهدة كانت مهمة لرمزايتها السياسية، لتعزيز المودة العامة تجاه ألمانيا.
شعر ستالين بوجود انقسام متزايد في الأوساط الألمانية حول ما إذا كان يجب على ألمانيا بدء حرب مع الاتحاد السوفيتي. لم يكن ستالين يعلم أن هتلر كان يناقش سراً غزو الاتحاد السوفيتي منذ صيف عام 1940،  وأن هتلر أمر جيشه في أواخر عام 1940 بالاستعداد للحرب في الشرق بغض النظر عن محادثات الأطراف حول دخول السوفيتية المحتمل باعتبارها دولة المحور الرابع السلطة.

### مزيد من التطوير

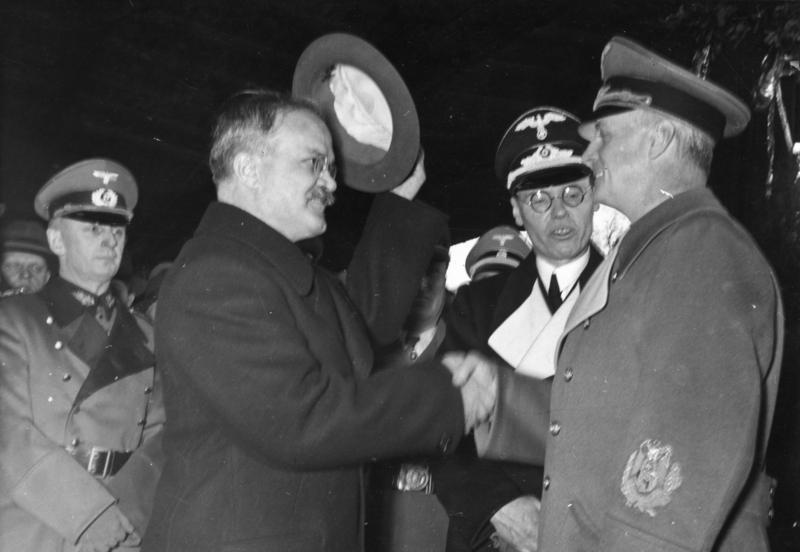
يواكيم فون ريبنتروب يستقبل فياتشيسلاف مولوتوف في برلين، نوفمبر 1940

خلال عام 1940، تابعت ألمانيا النازية غزوها لأوروبا الغربية: في 9 أبريل 1940، غزت ألمانيا الدنمارك والنرويج. في 15 مايو، استسلمت هولندا. بحلول 2 يونيو، احتلت ألمانيا بلجيكا. في 14 يونيو، دخل الجيش الألماني باريس. في 22 يونيو، استسلمت فرنسا.
يظهر المؤرخان البريطانيان ألان س. ميلوارد ودبليو ميديكوت أن ألمانيا النازية - على عكس ألمانيا الإمبراطورية - كانت مستعدة فقط لحرب قصيرة (الحرب الخاطفة). وفقا لأندرياس هيلجروبر،  دون الإمدادات اللازمة من الاتحاد السوفياتي والأمن الاستراتيجي في الشرق، لم يكن بإمكان ألمانيا أن تنجح ف الغرب. لو أن الاتحاد السوفيتي انضم للحصار الأنجلو فرنسي ، لكان اقتصاد الحرب الألماني قد انهار قريبًا. لو اضطرت ألمانيا إلى الاعتماد على المواد الخام الخاصة بها اعتبارًا من سبتمبر 1939، فإن هذه الموارد ستستمر لمدة تتراوح من 9 إلى 12 شهرًا فقط.
وفقًا للسيد رابوبورت، «كانت إحدى هدايا ستالين الأولى للنازيين تسليم حوالي 600 شيوعي ألماني، معظمهم من اليهود، إلى الغستابو في بريست ليتوفسك في بولندا التي تحتلها ألمانيا». كما قدم السوفييت الدعم للنازيين في تصريحات رسمية: أكد جوزيف ستالين نفسه على أن التحالف الأنجلو فرنسي هو الذي هاجم ألمانيا، وليس العكس،  وأكد مولوتوف أن ألمانيا بذلت جهودًا للسلام، مما تم رفضه من قبل «الإمبرياليين الأنجلو فرنسيين».
من خلال غزو بولندا وضم دول البلطيق ، ألغت ألمانيا النازية والاتحاد السوفيتي الدول العازلة بينهما وزاد من خطر الحرب.

## فولكس دويتشه في الاتحاد السوفيتي

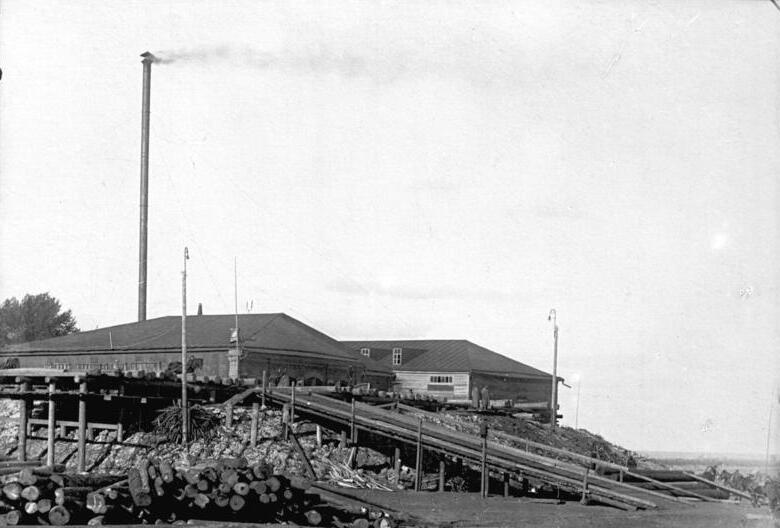
منشرة في بوكروفسك، عاصمة فولغا الألمانية ASSR ، 1928

تمتع الألمان العرقيون في روسيا السوفيتية في العشرينيات من القرن الماضي بدرجة معينة من الاستقلال الثقافي، وكانت هناك 8 مناطق وطنية في أوكرانيا بالإضافة في روسيا وواحدة في كل من جورجيا وأذربيجان وجمهورية فولغا الألمانية الاشتراكية السوفيتية المستقلة (Volga German ASSR) والمدارس والصحف، في الامتثال لسياسة ترسيم الحدود الوطنية في الاتحاد السوفياتي.
في أيلول / سبتمبر 1929، في ظل استياءها من إعادة طرح طلبات برودرافيورستكا، أجتمع عدة آلاف من الفلاحين السوفيت من أصل ألماني (معظمهم من المينونيت) في موسكو، مطالبين بتأشيرات خروج للهجرة إلى كندا، مما أثار فضيحة سياسية كبيرة في ألمانيا، حيث توترت العلاقات السوفيتية الألمانية. تأسست جمعية «الإخوان المحتاجون» الخيرية في ألمانيا لجمع الأموال للألمان السوفييت، وقد تبرع الرئيس بول فون هيندنبورغ بنفسه بمبلغ 200 ألف مارك ألماني من أمواله لهذا الغرض. سمحت الحكومة السوفيتية لأول مرة بـهجرة 5461 من الألمان، لكنهم بعد ذلك قاموا بترحيل الـ 9730 الباقين إلى أماكن إقامتهم الأصلية. ومع ذلك، طوال عام 1930، بذلت الحكومة السوفيتية جهودًا لزيادة عدد ونوعية المؤسسات الوطنية الألمانية في الاتحاد السوفيتي.
وقعت أول اعتقالات جماعية ومحاكمات صورية استهدفت على وجه التحديد الألمان السوفيت (أولئك الذين كانوا يُعتبرون معارضين للثورة) في الاتحاد السوفيتي أثناء الإرهاب الأوكراني عام 1933. ومع ذلك، مع مرسوم اللجنة المركزية للحزب الشيوعي لعموم الاتحاد (ب) الصادر في 5 نوفمبر 1934، اتخذت الحملة المحلية المناهضة لألمانيا أبعاد الاتحاد.
في 1933-1934، تم إطلاق حملة في ألمانيا لمساعدة فولكس دويتشه السوفيت أثناء المجاعة عن طريق إرسال حزم الطعام والمال.
بقلق عميق من الروابط العرقية عبر الحدود للأقليات القومية (مثل الألمان والبولنديين والفنلنديين)، قرر الاتحاد السوفيتي في عام 1934 إنشاء منطقة أمنية حدودية جديدة على طول حدوده الغربية ، وفي 1935-1937 وضعت جنسيات محتملة بتسب متاعب (بما في ذلك الألمانية) تم ترحيل معظمهم (وإن لم يكن بالكامل) من هذا القطاع من الأراضي إلى الأجزاء الداخلية من الاتحاد السوفيتي من قبل المفوضية الشعبية للشؤون الداخلية. تم إلغاء المؤسسات الوطنية الألمانية تدريجياً.
في 1937-1938، أجرت المفوضية الشعبية للشؤون الداخليةعمليات جماعية «لتدمير وحدات التجسس والتخريب» (المعروفة باسم العمليات الوطنية لـالمفوضية الشعبية للشؤون الداخلية) بين جنسيات الشتات ضد المواطنين السوفييت والأجانب (مما أدى إلى القبض عليهم وعادةً الإعدام)، بما في ذلك حملة NKVD ضد الألمان، في الواقع استهداف الأقليات القومية بشكل عشوائي أثناء الإرهاب الكبير. في الوقت نفسه، ألغيت جميع المقاطعات والمدارس الألمانية وغيرها من الشتات الوطني في الاتحاد السوفياتي باستثناء فولغا ASSR الألمانية والمدارس الألمانية داخل تلك الجمهورية.
كانت الحكومة السوفيتية قد اتخذت قرارًا سابقًا بإجلاء جميع السكان من أصل ألماني في حالة الغزو الألماني، والذي تم تنفيذه على الفور بعد الغزو الفعلي من خلال النقل القسري لـ 1.2 مليون مواطن من أصل ألماني من روسيا الأوروبية إلى سيبيريا وآسيا الوسطى السوفياتية.
خلال الصداقة السوفيتية الألمانية، كانت هناك خطط لزيارة هتلر إلى فولغا الألمان ASSR؛ حتى الأعلام مع الصليب المعقوف قد تم تسليمها إلى السكان.  

## بعد

### هتلر يخرق الميثاق

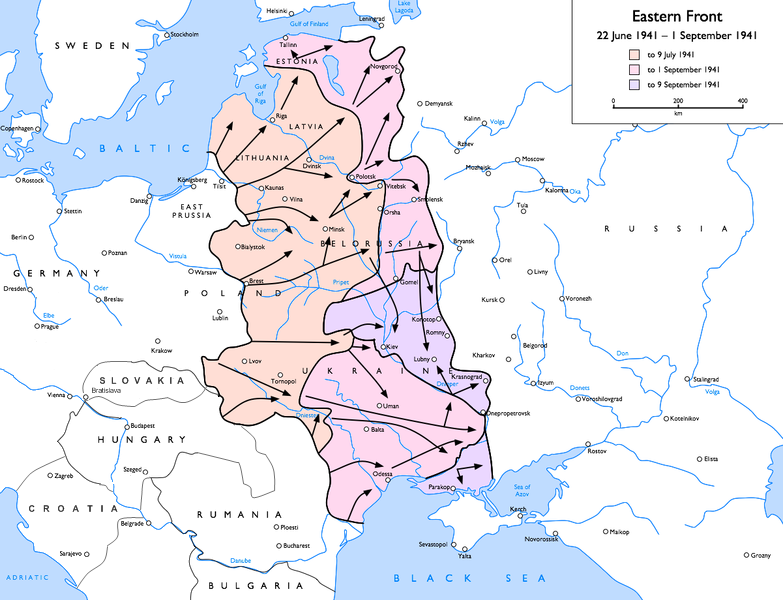
التقدم الألماني خلال عملية بارباروسا، 1941-06-22 إلى 1941-09-09.

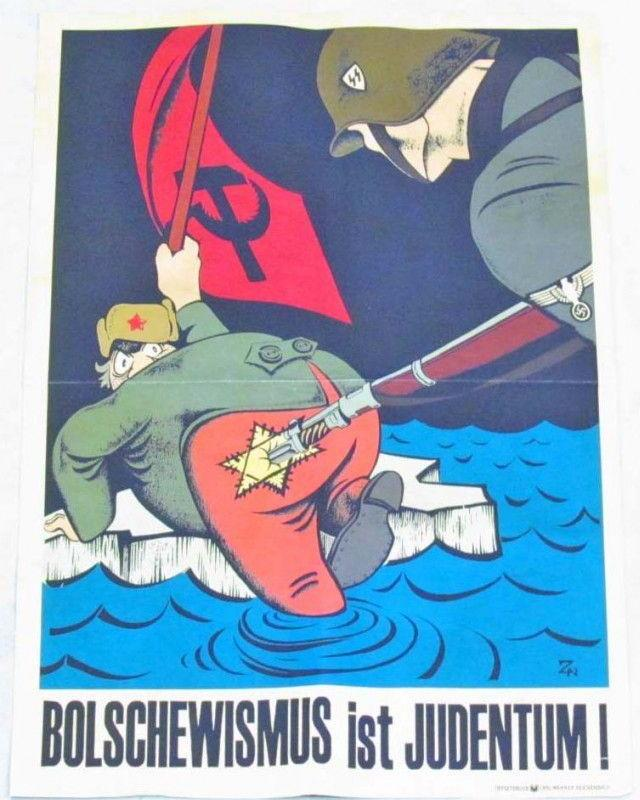
ملصق دعاية مناهض للسوفييت ومعاداة السامية في ألمانيا النازية

ألغت ألمانيا النازية ميثاق مولوتوف-ريبنتروب بغزوها للاتحاد السوفيتي في عملية بارباروسا في 22 يونيو 1941. بعد بدء الغزو، فقدت الأراضي التي اكتسبها الاتحاد السوفياتي نتيجة لاتفاق مولوتوف-ريبنتروب في غضون أسابيع. في الأسابيع الثلاثة التالية لكسر الميثاق، حاول الاتحاد السوفيتي الدفاع عن نفسه ضد التقدم الألماني الضخم. في هذه العملية، عانى الاتحاد السوفيتي من خسارة 750.000 ضحية و10000 دبابة و4000 طائرة. في غضون ستة أشهر، عانى الجيش السوفيتي من خسارة 4.3 مليون ضحية ، وكان الألمان قد أسروا ثلاثة ملايين سجين سوفيتي، مات مليونان منهم في الأسر الألماني بحلول فبراير 1942. تقدمت القوات الألمانية بطول 1050 ميلاً (1690 كيلومتراً)، وحافظت على واجهة خطية بطول 1900 ميل (3,058 كيلومتر).

### إنكار وجود البروتوكول السري من قبل الاتحاد السوفيتي
عثر المسؤولون الألمان على نسخة من البروتوكولات السرية لميثاق مولوتوف ريبنتروب في عام 1945 وقدموها للقوات العسكرية للولايات المتحدة. على الرغم من نشر النسخة المستردة في وسائل الإعلام الغربية، فقد كانت السياسة الرسمية للاتحاد السوفيتي لعقود من الزمان هي إنكار وجود البروتوكول السري.
بعد مظاهرات طريق البلطيق في 23 أغسطس 1989، خلصت لجنة سوفياتية في ديسمبر 1989 إلى وجود البروتوكول. في عام 1992، فقط بعد تفكك الاتحاد السوفيتي، تم رفع السرية عن الوثيقة نفسها.

### تعليق ما بعد الحرب بشأن توقيت التقارب السوفيتي الألماني
بعد الحرب، جادل المؤرخون حول بدء التقارب السوفيتي الألماني. هناك العديد من وجهات النظر المتضاربة في التأريخ حول متى بدأ الجانب السوفيتي في السعي للتقارب ومتى بدأت المفاوضات السياسية السرية.
يجادل بعض العلماء بأن مبدأ الأمن الجماعي كان لفترة طويلة موقفًا مخلصًا وإجماعيًا للقيادة السوفيتية، يتبع خطًا دفاعيًا بحتًا،  حين يؤكد آخرون أن الاتحاد السوفيتي كان يعتزم منذ البداية التعاون مع ألمانيا النازية ، الأمن الجماعي هو مجرد تكتيكات مضادة لبعض التحركات الألمانية غير الودية. ومع ذلك، ربما سعت موسكو إلى تجنب حرب كبيرة في أوروبا لأنها لم تكن قوية بما يكفي لخوض حرب هجومية؛ لكن كان هناك الكثير من الخلاف حول السياسة بين ليتفينوف ومولوتوف حول كيفية تحقيق هذا الهدف، وتناوب ستالين بين مواقفهما ، متبعًا في البداية كلا الخطين المتناقضين في وقت مبكر جدًا والتخلي عن الأمن الجماعي فقط في مرحلة ما عام 1939.
بدأت ألمانيا النازية سعيها للتوصل إلى اتفاق مع الاتحاد السوفيتي في مرحلة ما في ربيع عام 1939 من أجل منع التحالف الإنجليزي - السوفيتي - الفرنسي وضمان الحياد السوفيتي في حرب بولندية ألمانية مستقبلية.
يجادل البعض بأن التقارب قد بدأ في وقت مبكر من عام 1935-1936، عندما قام الممثل التجاري السوفيتي في برلين ديفيد Kandelaki بمحاولات لإجراء مفاوضات سياسية نيابة عن ستالين ومولوتوف، من خلف ظهر ليتفينوف. خطاب مولوتوف أمام اللجنة التنفيذية المركزية لمجلس السوفيات الأعلى في يناير 1936 عادة ما يؤخذ في الاعتبار مناسبة هذا التغيير في السياسة. وهكذا، لم يتمتع خط ليتفينوف المعادي لألمانيا بدعم إجماعي من قبل القيادة السوفيتية قبل وقت طويل من إقالته. ذكر والتر كريفتسكي، أحد عملاء المفوضية الشعبية للشؤون الداخلية، الذي انشق في هولندا في عام 1937، في مذكراته في عام 1938 أن ستالين سعى بالفعل إلى علاقات أفضل مع ألمانيا. وفقا للمؤرخين الآخري، كانت هذه مجرد ردود على المبادرات الألمانية للانفراج.
من الممكن أيضًا أن يكون تغيير السياسة الخارجية قد حدث في عام 1938، بعد اتفاقية ميونيخ، التي أصبحت الهزيمة الأخيرة لسياسة ليتفينوف المعادية لألمانيا للأمن الجماعي، والتي تميزت بالملاحظة التي تم الإبلاغ عنها حول التقسيم الرابع المحتوم لبولندا من قبل نائب ليتفينوف فلاديمير بوتيمكين في محادثة مع السفير الفرنسي روبرت كولوندر بعد ذلك بوقت قصير.
كان من الممكن أن يحدث التحول نحو ألمانيا في أوائل عام 1939، تميز بخطاب ستالين أمام المؤتمر الثامن عشر للحزب الشيوعي للاتحاد السوفيتي في مارس 1939، بعد فترة وجيزة من الاحتلال الألماني لتشيكوسلوفاكيا، عندما حذر من أن الديمقراطيات الغربية كانت تحاول إثارة صراع بين ألمانيا والاتحاد السوفيتي وأعلن عدم تدخل الاتحاد السوفيتي في المشاجرات بين الرأسماليات، والتي تعتبر في بعض الأحيان إشارة إلى برلين.

## السفراء السوفيت في برلين
- أدولف إيف (1918)
- نيكولاي كريستينسكي (1921-1930)
- ليف خينتشوك (1930-1934)
- ياكوف سيرس (1934-1937)
- كونستانتين يورينيف (1937)
- أليكسي ميريكالوف (1938-1939)
- جورجي استاخوف (1939)
- أليكسي شكفارتسيف (1939-1940)
- فلاديمير ديكانوزوف (1940-1941)

## السفراء الألمان في موسكو
- فيلهلم ميرباخ (1918)
- كارل هلفريتش
- كورت ويدنفيلد
- أولريش جراف فون بروكدورف-رانتزاو (1922-1928)
- هربرت فون ديركسن (1928-1933)
- رودولف نادولني (1933-1934)
- فريدريش فيرنر فون دير شولنبرغ (1934-1941)